# Рихенталь, Ульрих фон

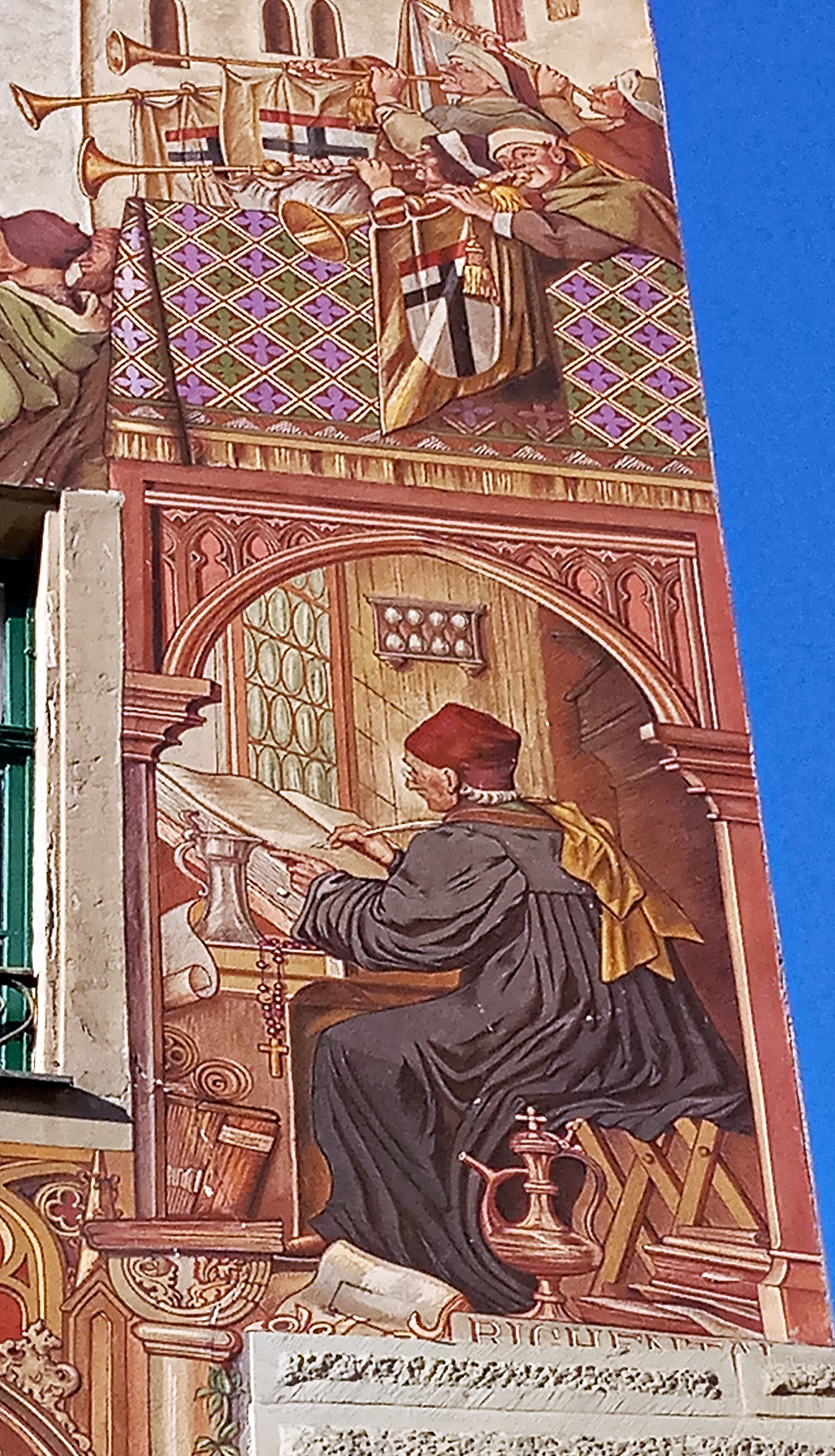
Ульрих фон Рихенталь за работой. Роспись фасада отеля на площади Верхнего рынка в Констанце. Худ. Карл фон Хеберлин (1905)

Ульрих фон Рихенталь (нем. Ulrich von Richental, англ. Ulrich of Richenthal, лат. Udalricus de Richental; около 1360 или 1365 — 1436, 1437 или 1438) — немецкий хронист, почётный гражданин и секретарь городского совета Констанца, автор иллюстрированной «Хроники Констанцского собора».

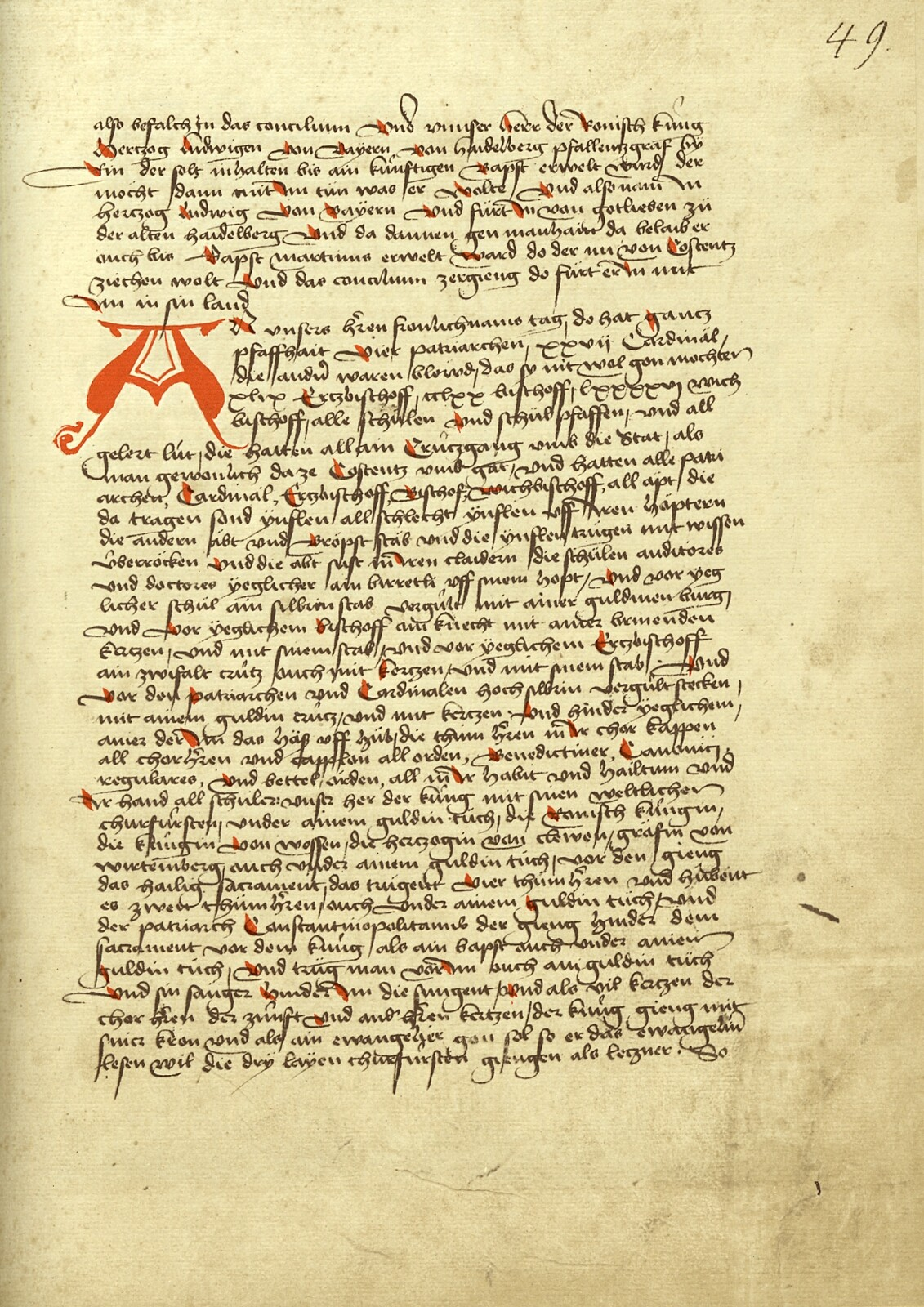
Лист рукописи хроники Ульриха фон Рихенталя из Университетской библиотеки в Праге (1464)

## Биография
Родился около 1360 года, по другим данным, в 1365 году, в Констанце, в семье бюргера Йоханнеса Рихенталя, исполнявшего с 1356 по 1389 год обязанности городского писаря, и Анны Эглин. Его предполагаемый дед, городской кузнец Георг Рихенталь, возможно, происходил из Рихенталя в швейцарском кантоне Люцерн.
Судя по сохранившимся документам, владел недвижимостью в самом городе и землями в его окрестностях, затем занимался торговлей. Около 1379/1380 года добивался пребенды в коллегии при соборе Св. Иоганна в Констанце, однако отождествление его с одноимённым каноником этой церкви, подписавшим в качестве свидетеля датируемый 1396 годом документ, не нашло убедительных подтверждений.

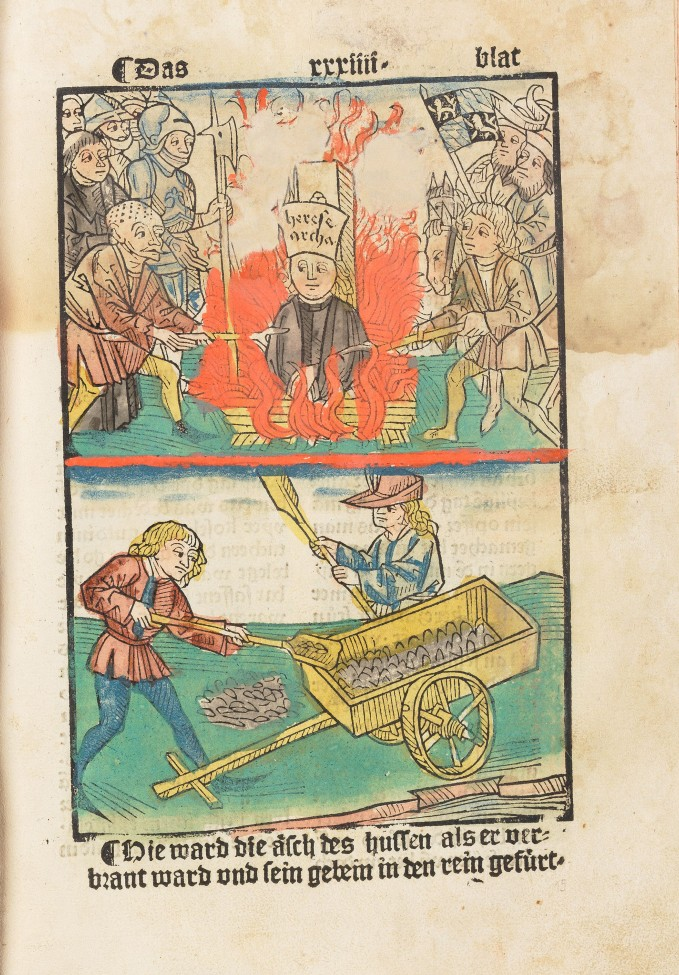
Сожжение Яна Гуса. Ксилография из Аугсбургского издания хроники Ульриха фон Рихенталя (1483). Библиотека Тургау

С начала XV века служил секретарём городского совета и нотариусом у местного епископа. Совершил немало путешествий, в том числе по городам Священной Римской империи, Чехии и Швейцарии, судя по всему, неплохо владел латынью, хотя какие-либо данные об образовании отсутствуют.
В 1414 году в качестве письмоводителя привлечён был к работе XVI Вселенского собора католической церкви, созванного в Констанце по инициативе короля Германии Сигизмунда Люксембургского с целью ликвидации папского раскола. Не участвуя в заседаниях собора лично, занимался его подготовкой и организацией, получив доступ ко многим документам и составив список его участников. Принимал у себя дома епископа Констанца Отто фон Хохберга, подробно информировавшего его обо всём, происходившем на соборе.
В 1433 и 1434 годах упоминается в документах городских архивов в качестве землевладельца, его жена Анна упоминается в них под 1410 и 1434 годами. Точная дата его смерти не установлена, называют 1436, 1437 или 1438 год, известно лишь, что скончался он и был похоронен в Констанце.

## Хроника Констанцского собора
Не позже 1421 года составил на латыни «Хронику Констанцского собора» (нем. Chronik des Konstanzer Koncils), пользуясь документальными материалами, а также собственными заметками. Некоторые из описанных событий, к примеру, сожжение в июле 1415 года Яна Гуса, наблюдал в качестве очевидца. В первой части хроники подробно описываются важнейшие мероприятия собора, во второй перечисляются почти все его знатные и известные участники, с указанием даты прибытия, места размещения и числа слуг, также приводятся их гербы. Всего хронистом называются по именам 29 кардиналов, три патриарха, 33 архиепископа и 150 епископов.
Как источник хроника Рихенталя, существенно дополняющая сведения его старшего современника Дитриха из Нихайма и младшего Андреаса из Регенсбурга, представляет значительную ценность не только для историков Священной Римской империи, папства, католической церкви, но и для исследователей городского хозяйства и быта, а также специалистов по средневековой одежде, вооружению, вексиллологии и геральдике. Интересны статистические сведения Рихенталя, извлечённые из документов городских архивов, в том числе о расходах на праздничные мероприятия, ценах на продукты, количестве торговцев и охране общественного порядка, а также подробные описания различных торжеств, вроде пира, устроенного 23 июня 1415 года Сигизмундом, или разнообразных диковин, вроде присланного в подарок германскому королю из Польши засоленного дикого зубра, или грандиозного личного зонта антипапы Иоанна XXIII, который вёз за ним при его торжественном въезде в Констанц в 1414 году латник из папской свиты.
Помимо освещения событий в Центральной Европе, любознательный Рихенталь уделяет внимание землям Руси и Великого княжества Литовского, а также приводит сообщение о легендарной «Золотой бабе» обских угров — впервые в нарративной литературе западноевропейского средневековья. Он подробно сообщает о прибывших в Констанц послах князя Витовта и православных иерархах из Валахии, Литвы и Червонной Руси, а также приводит послание, направленное собору византийским императором Мануилом II Палеологом, в котором последний интересовался не только обсуждавшимися на нём реформами, но и самим Констанцем и его окрестностями, удивляясь тому, как смогли его жители принять у себя столь великое число гостей.
Между 1425 и 1430 годами художниками Швабской школы созданы были красочные миниатюры к сочинению Рихенталя на оставленных им чистыми местах манускрипта. Им удалось запечатлеть многих участников и гостей собора, отобразить важнейшие его события и мероприятия, повседневные и бытовые сцены, архитектурные сооружения, а также знамёна и гербы представителей знати и городских делегаций. Старейшая из сохранившихся рукописей, т. н. «Кодекс из Аулендорфа», содержит всего 119 рисунков, 804 законченных и 31 намеченных гербов.
На иллюстрациях некоторых рукописей хроники Рихенталя присутствуют сцены казни Яна Гуса, осуждения его последователя Иеронима Пражского, православной литургии, совершенной Григорием Цамблаком 19 февраля 1418 года в присутствии православных участников собора и многих других событий.
Уже в первой половине XV века хроника Рихенталя переведена была на один из южнонемецких диалектов и, по мнению её исследователя Михеля Ричарда Бука, тщательно сохранялась образованными кругами города Констанца, вскоре после окончания вселенского собора утратившего своё прежнее значение в качестве политического и торгового центра. Её использовали в качестве источника такие хронисты и историки, как Конрад Юстингер, Диболд Шиллинг Старший, Клаус Шультгейс, Иоганн Штумпф, Иоганн Науклер и Герман фон дер Гардт.

## Рукописи
Рукописный латинский оригинал «Хроники» Рихенталя, составлявшийся от первого лица, утрачен был ещё в старину, и сохранился лишь перевод её на средневерхненемецкий язык, излагающий события уже от лица третьего. Сегодня известно всего 16 манускриптов последнего, 10 из которых относятся к XV веку, а именно:
I редакция:

А — Аулендорфский кодекс из библиотеки графа Густава цу Кенигсегг (ныне в Нью-Йоркской публичной библиотеке), до 1460 г.

I — Инсбрукский кодекс из музея Фердинандеум, около 1460 г.

Рr — Кодекс из Университетской библиотеки в Праге, 1464 г.
II редакция:

К — Кодекс из Росгартенского музея в Констанце, 1460-е гг.

W — Кодекс из Венской придворной библиотеки, 1465—1470 гг.

Pt — Кодекс из бывшей Библиотеки императорского Русского археологического общества в Петербурге (РНБ), около 1470 г.

G — Кодекс из монастыря Св. Георгия, ныне в Баденской публичной библиотеке в Карлсруэ, около 1470 г.
 
Sg — Санкт-Галленский кодекс из библиотеки монастыря Св. Галла, вторая пол. XV в.

St — Штутгартский кодекс из библиотеки земли Баден-Вюртемберг, 1467—1469 гг.

Wi — Винтертурский кодекс из Цюрихской кантональной библиотеки, сер. XV в.

## Издания
Впервые сочинение Рихенталя издано было в 1483 году аугсбургским первопечатником Антоном Зоргом, по сравнительно поздней рукописи 1467 года, принадлежащей перу Гебхардта Дахера. Это издание, один из экземпляров которого находится в Научной библиотеке Эрмитажа (СПб.),  сопровождается значительным количеством раскрашенных от руки гравюр на дереве, на самые разнообразные сюжеты, одних гербов в нём воспроизведено 1059. В 1575 году во Франкфурте увидело свет третье издание, подготовленное Паулем Реффелером и Зигмундом Фейерабендом по рукописи XVI века из городского архива Линдау.
Текст «Хроники» по спискам А и К издавался фототипическим способом в 1869—1872, 1881, 1964 гг. в Штутгарте, Аугсбурге, Констанце, Мангейме, Карлсруэ, Тюбингене и Штарнберге. Комментированное научное издание по списку А с разночтениями по списку К было выпущено в 1882 году в Штутгарте в 158 томе «Библиотеки литературного общества» историком Михелем Ричардом Буком, и переиздавалось в 1936, 1962 и 1964 годах.
Факсимильное издание хроники Рихенталя 1964 года было в 2002 году переиздано на CD-диске Росгартенмузеумом в Констанце, с разночтениями по разным спискам и комментариями Карла Финка, Отто Фегера и Лилли Фишель. Комментированное научное издание хроники под редакцией профессора истории Педагогического университета Фрайбурга Томаса Мартина Бука выпущено было в 2010 году в Остфильдерне (переиздано с дополнениями в 2020 году); следующее с комментариями историка-архивиста Юргена Клеклера вышло в 2013 году в Штутгарте. Академическое цифровое издание хроники в серии «Исторические памятники Германии» было подготовлено Т. М. Буком в 2019 году в Мюнхене.

## Галерея изображений

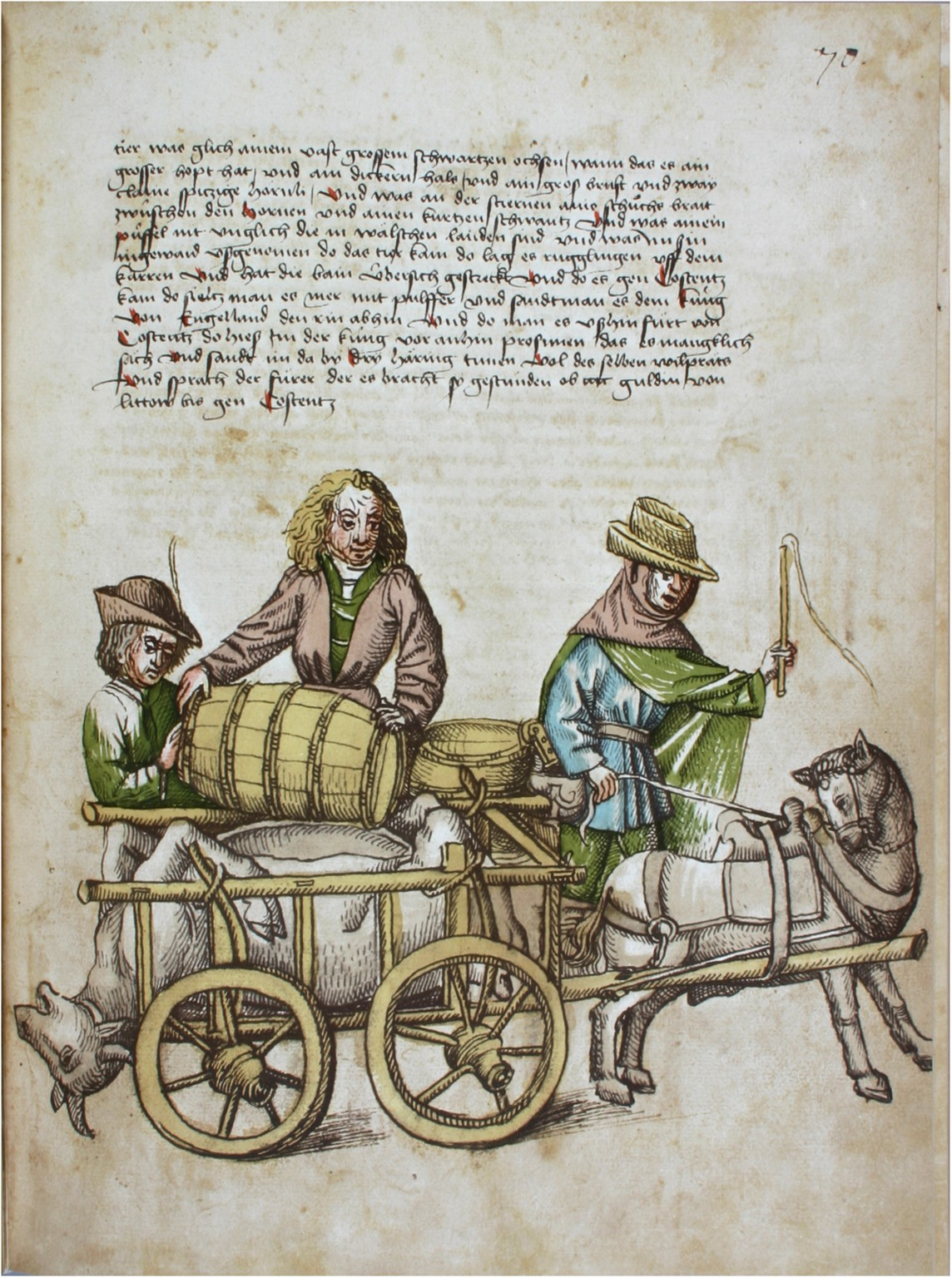
Доставка провизии к королевскому двору (1464)
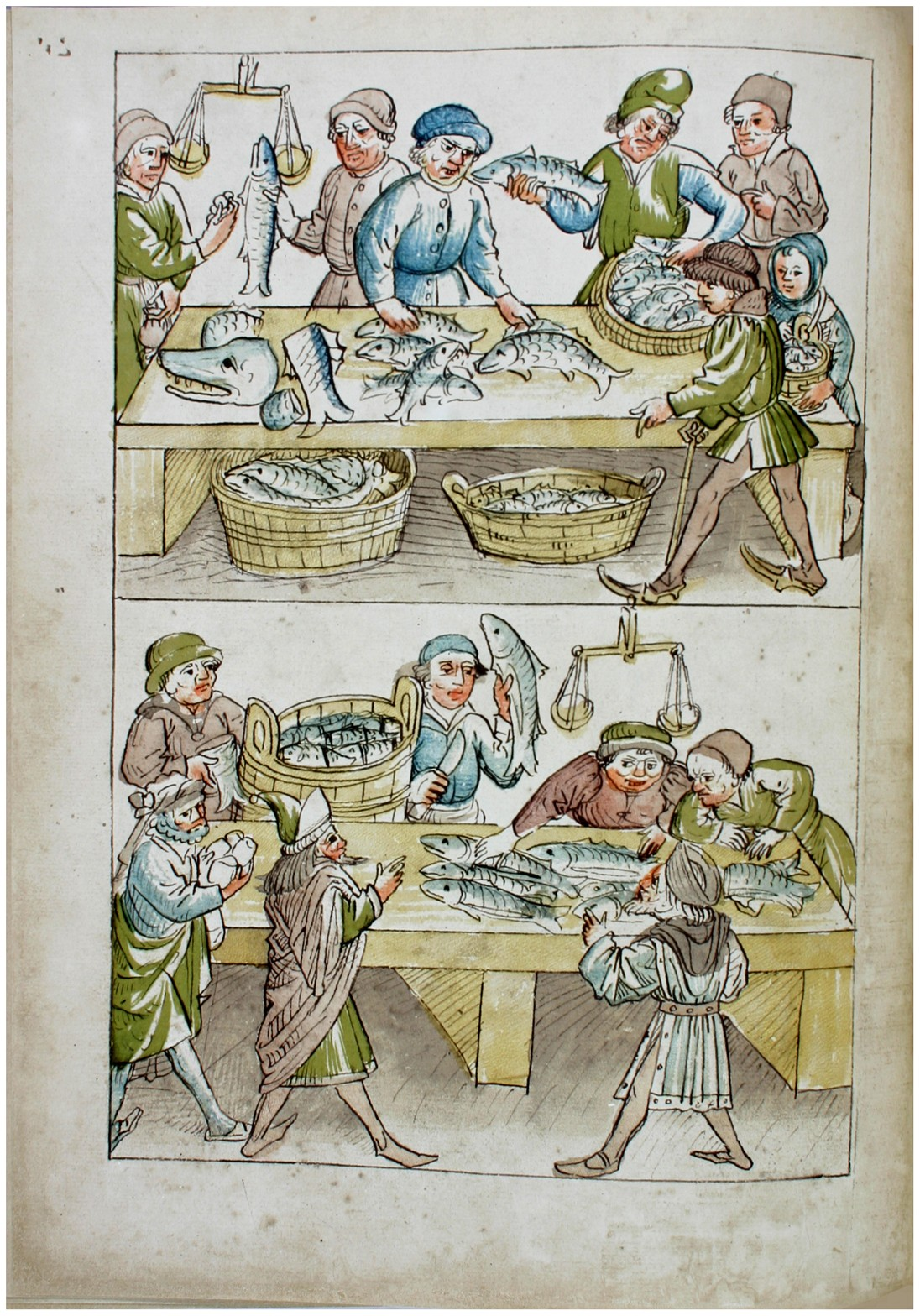
Рыбная лавка в Констанце (1464)
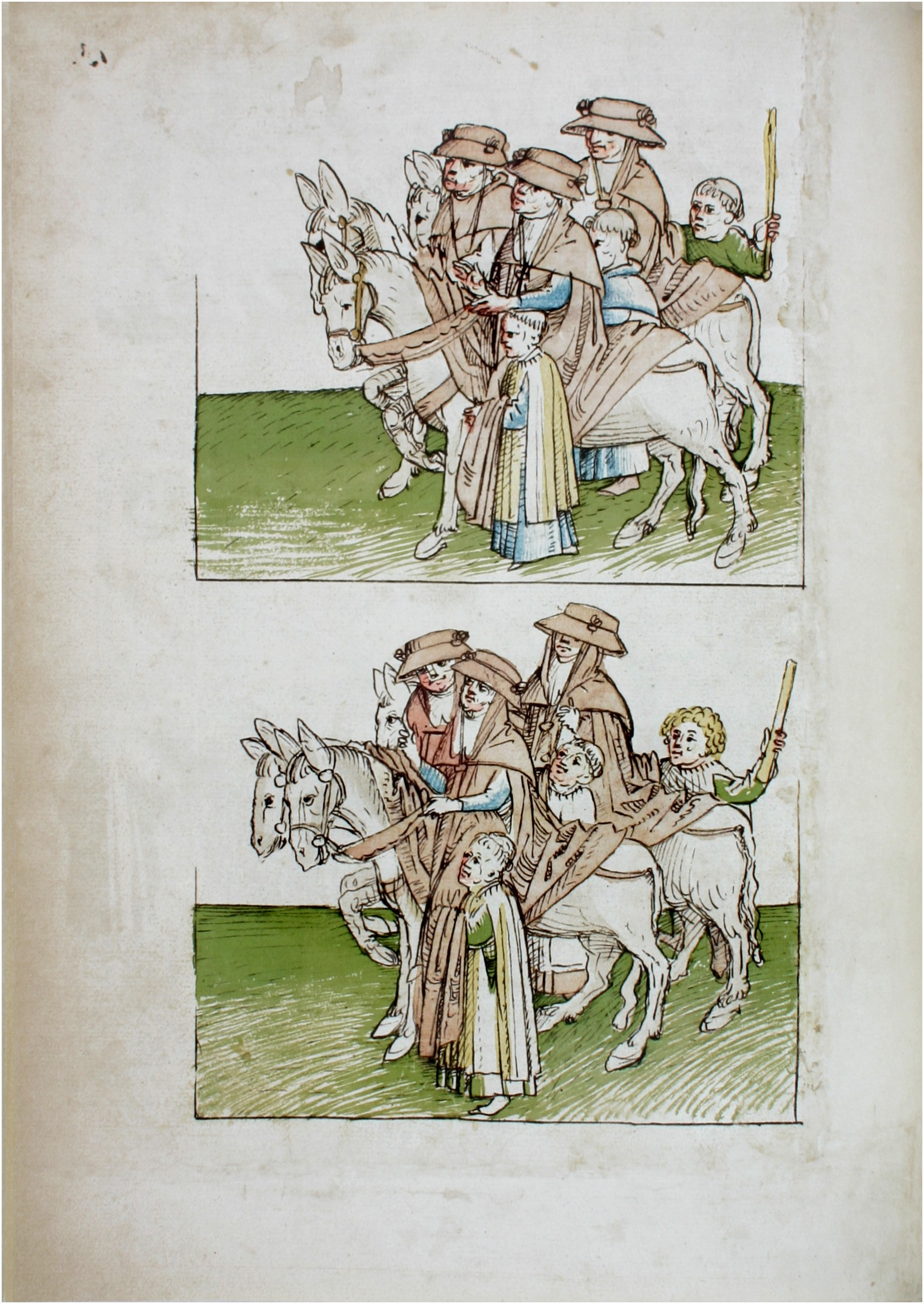
Торжественный въезд пап и кардиналов в сопровождении клириков и служек (1464)
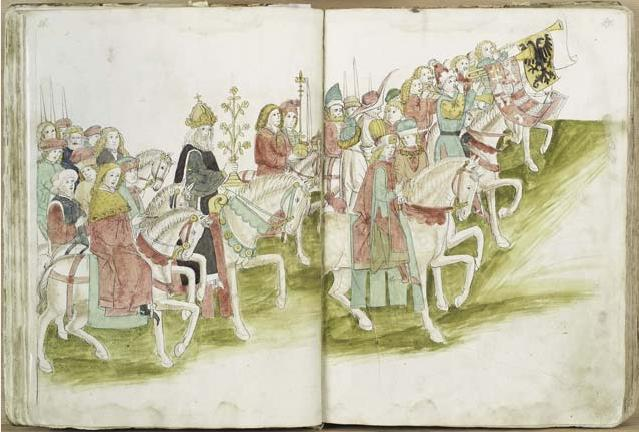
Торжественный въезд короля Сигизмунда со свитой (1464)
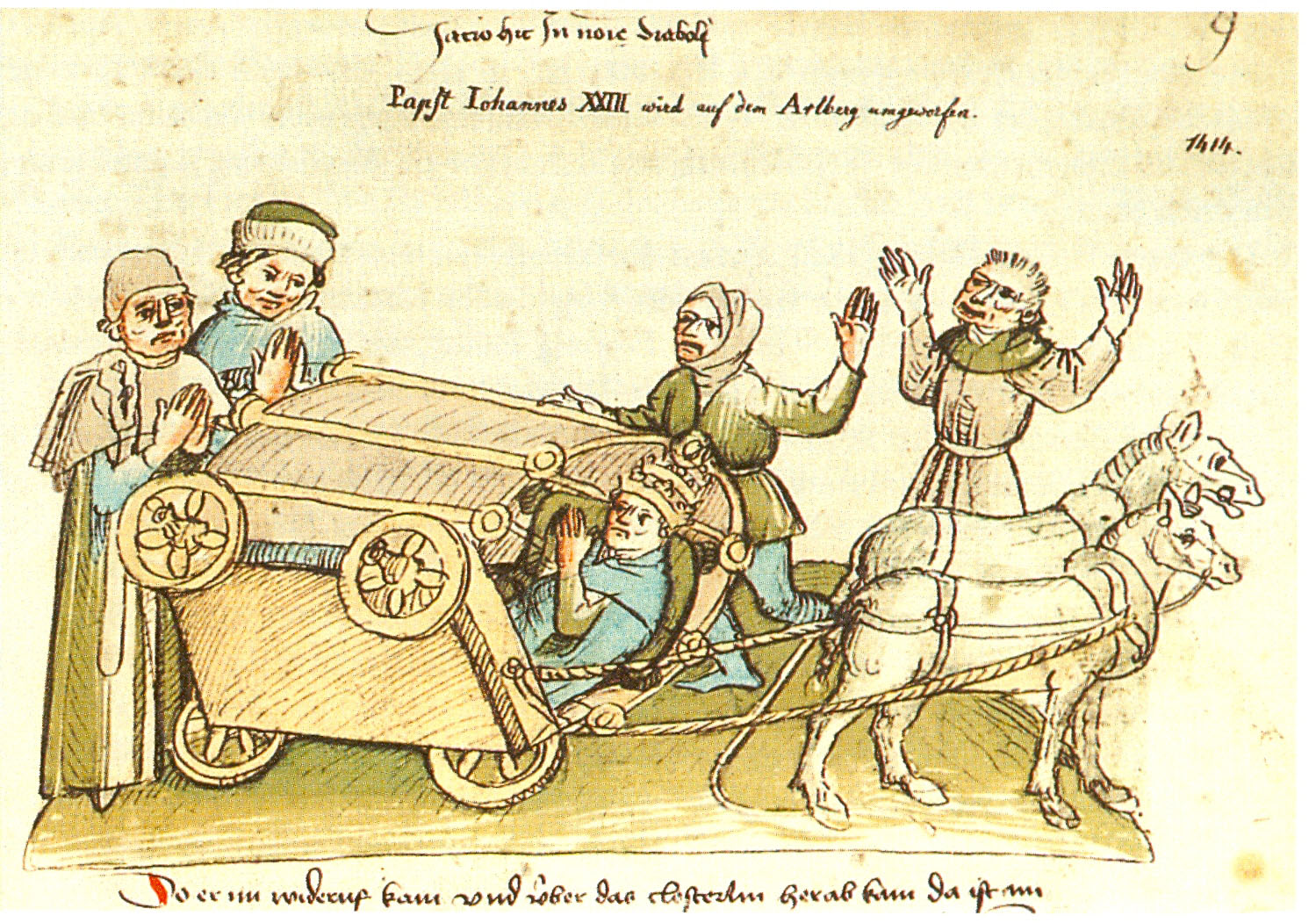
Дорожная авария с участием антипапы Иоанна XXIII (XV в.)
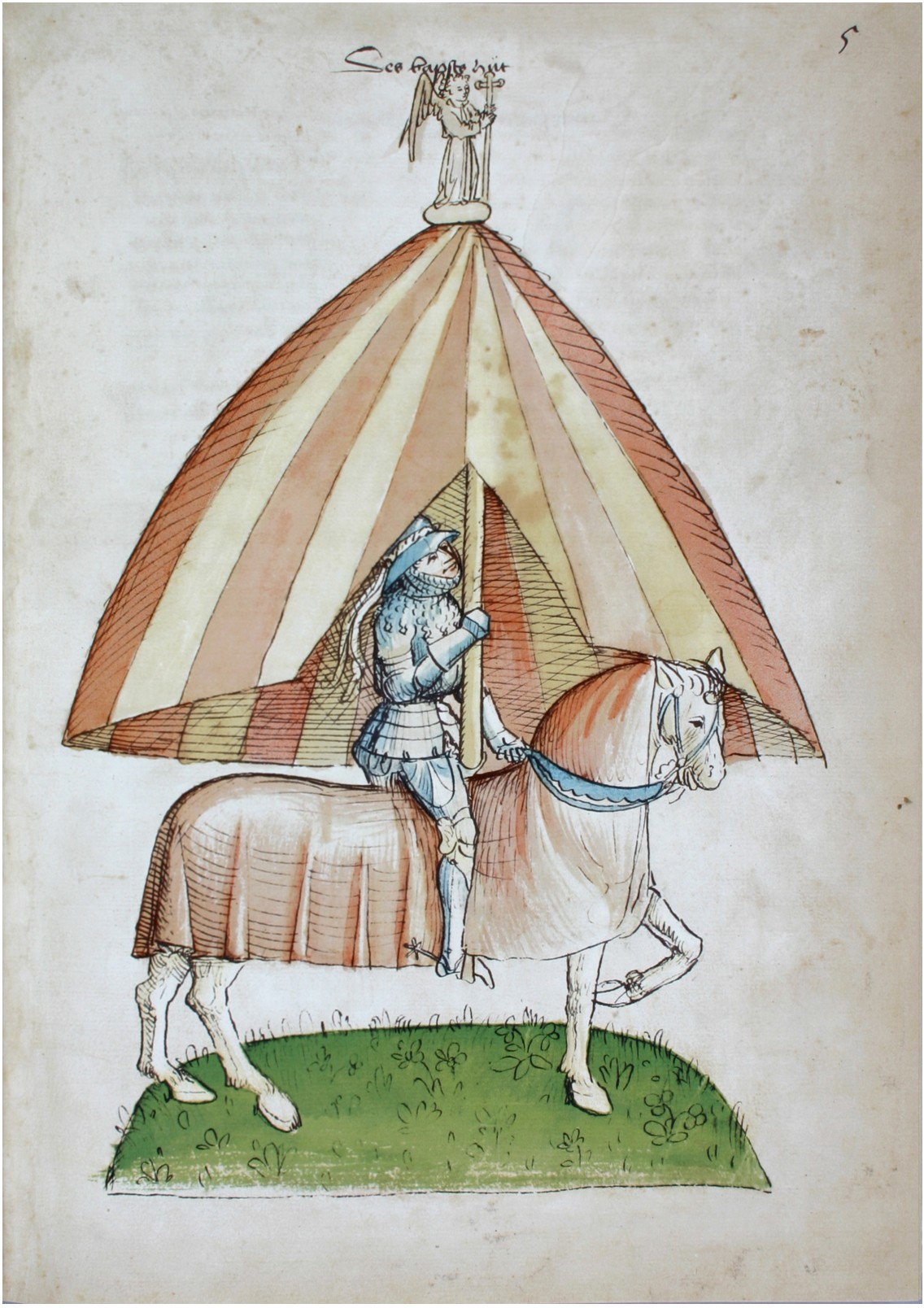
Папский зонт Иоанна XXIII (1464)
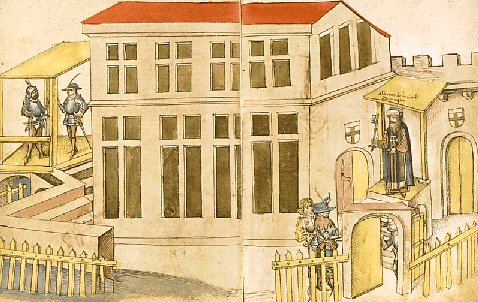
Здание конклава (XV в.)
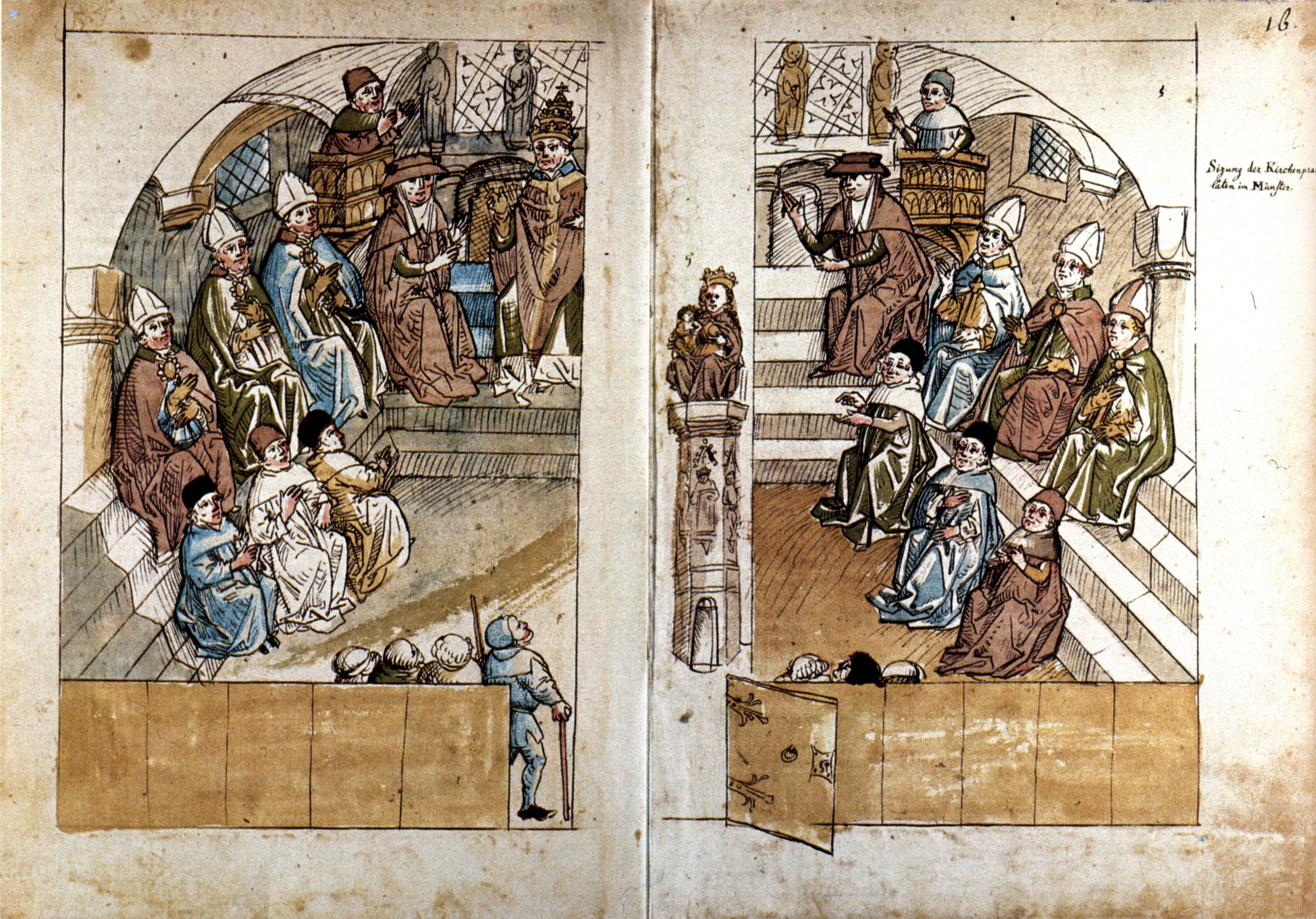
Заседание в кафедральном соборе Констанца (1464)
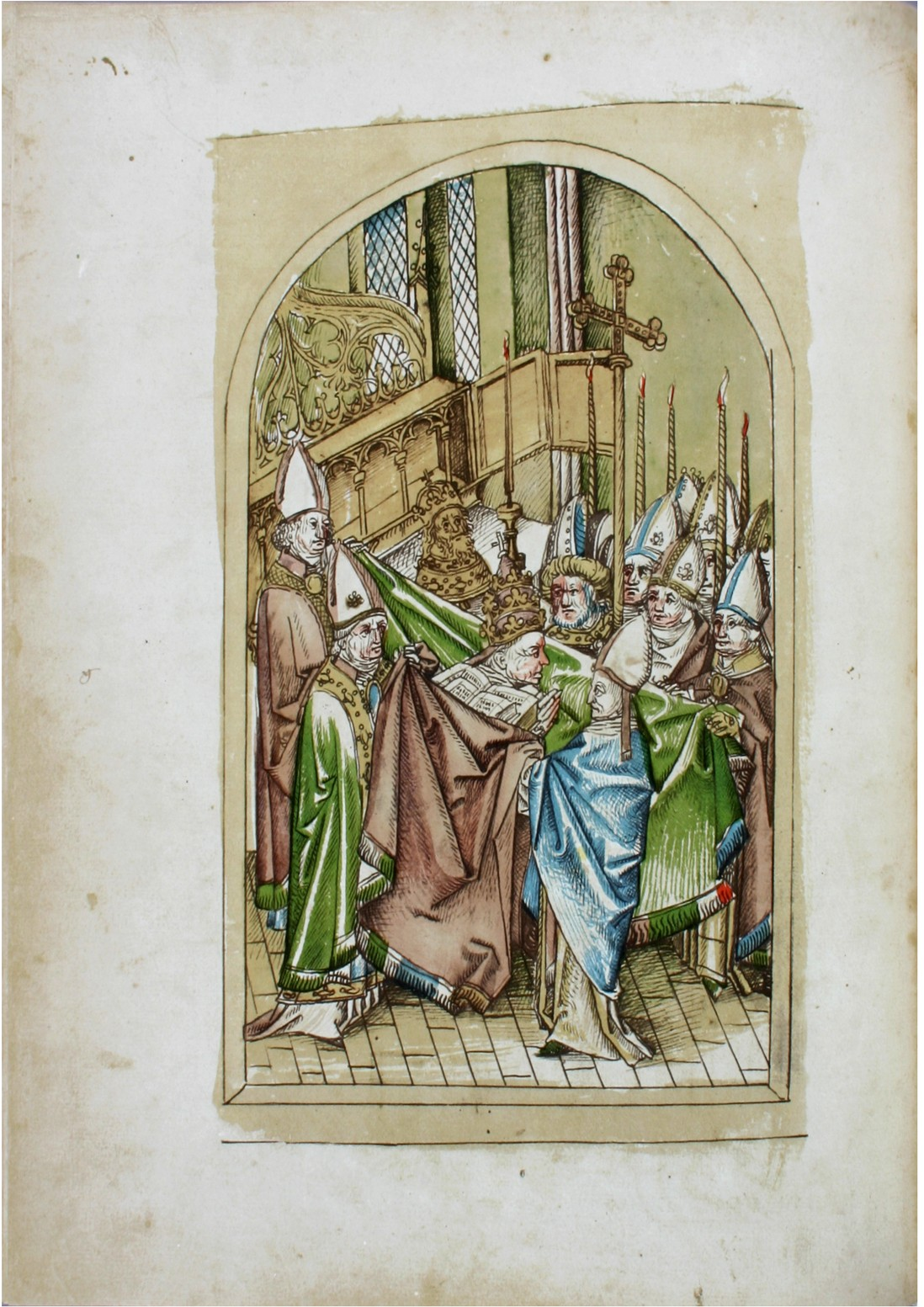
Избрание папой Мартина V (1464)
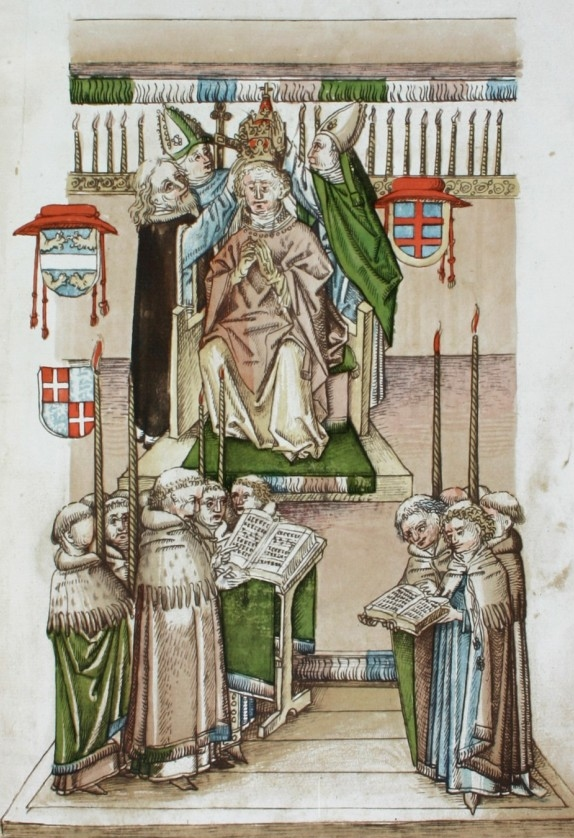
Венчание тиарой нового папы Мартина V (1464)
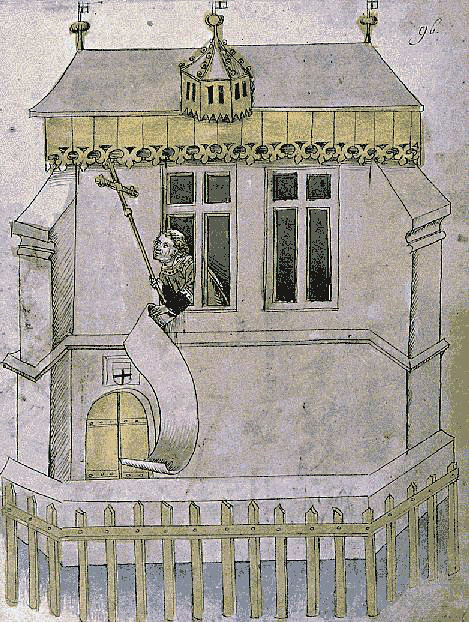
Извещение об избрании папой (Habemus Papam) Мартина V (1464)
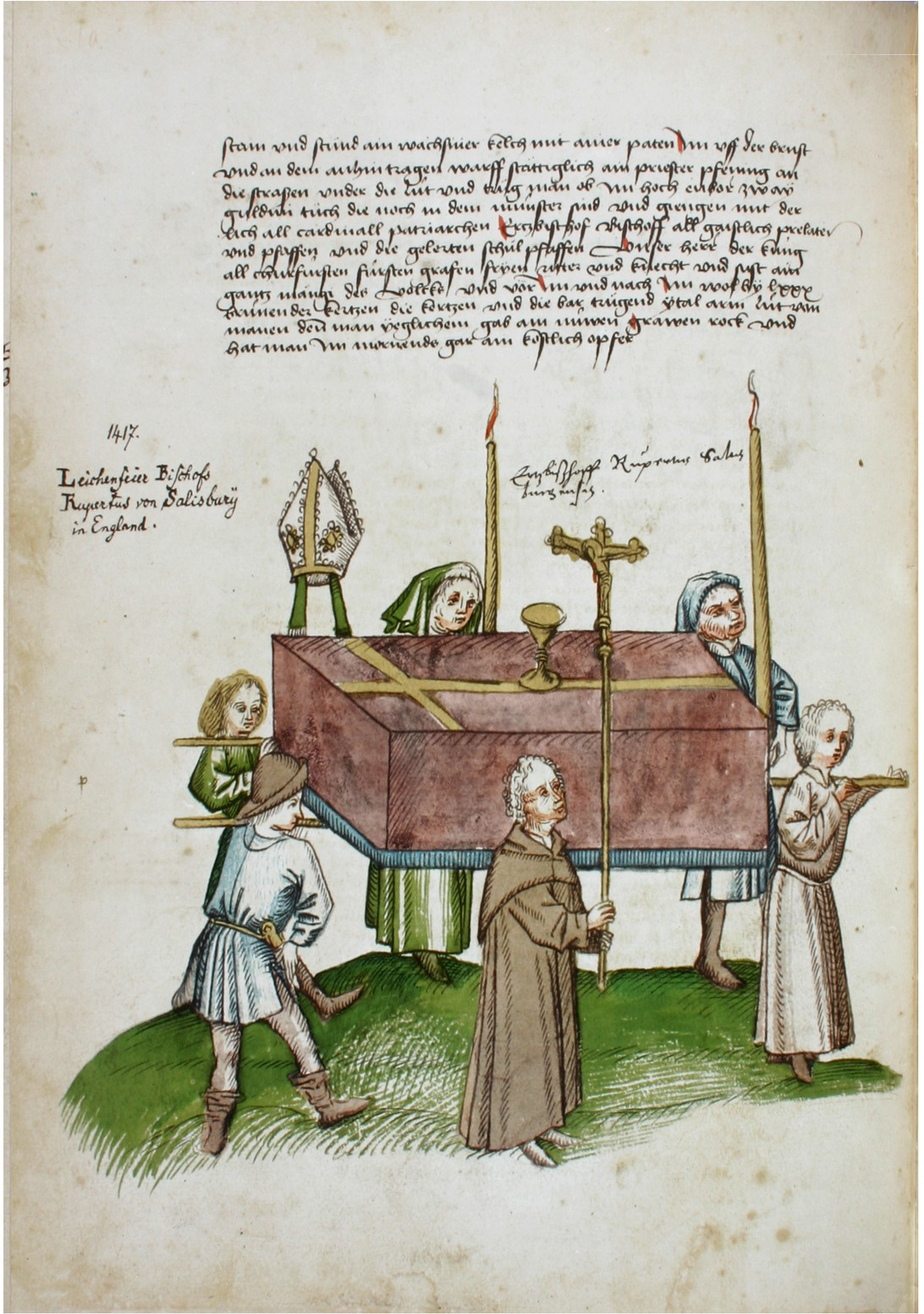
Погребение архиепископа Солсберийского (1464)
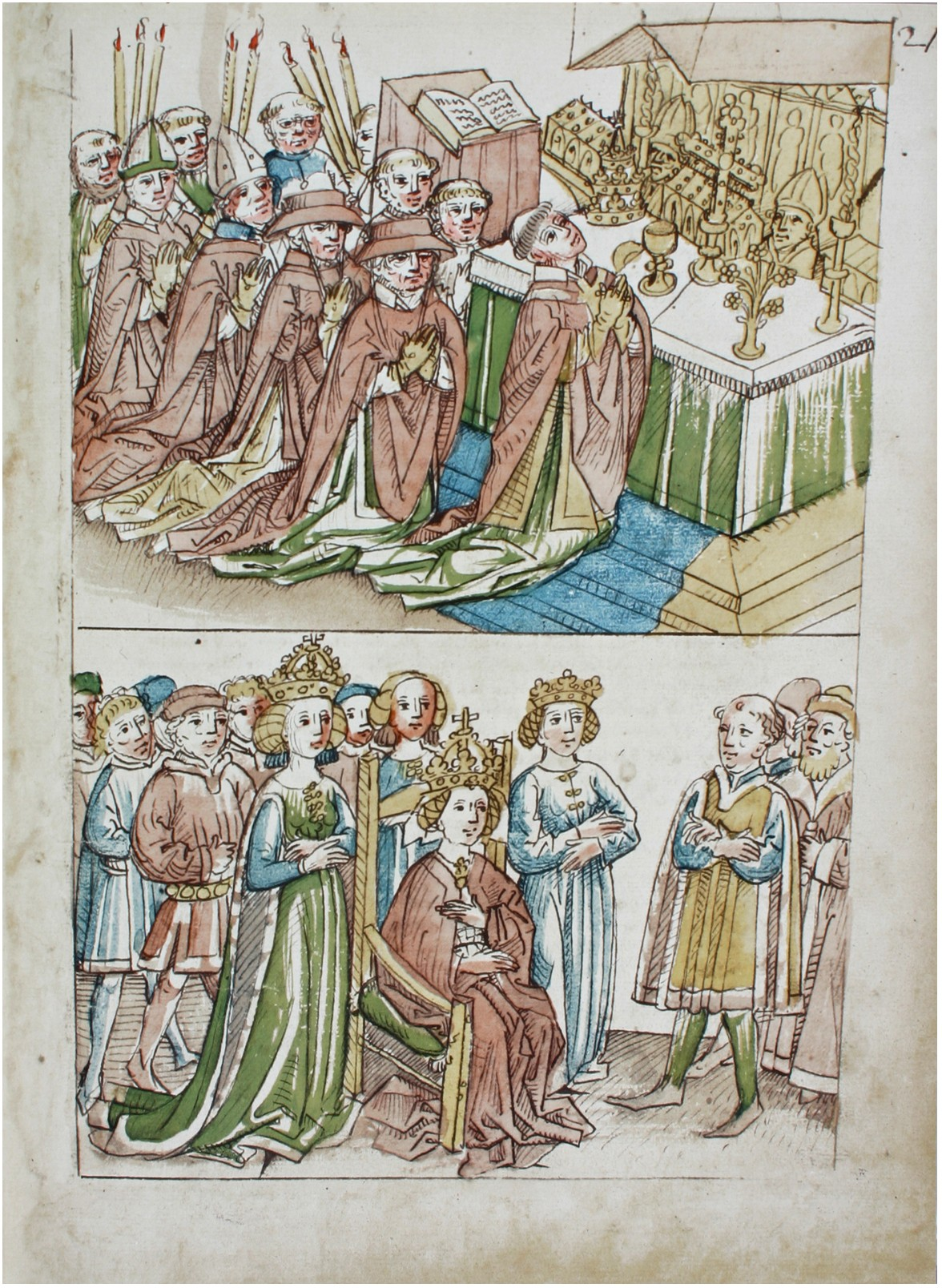
Папа на рождественском богослужении. Королева Барбара на мессе (1464)
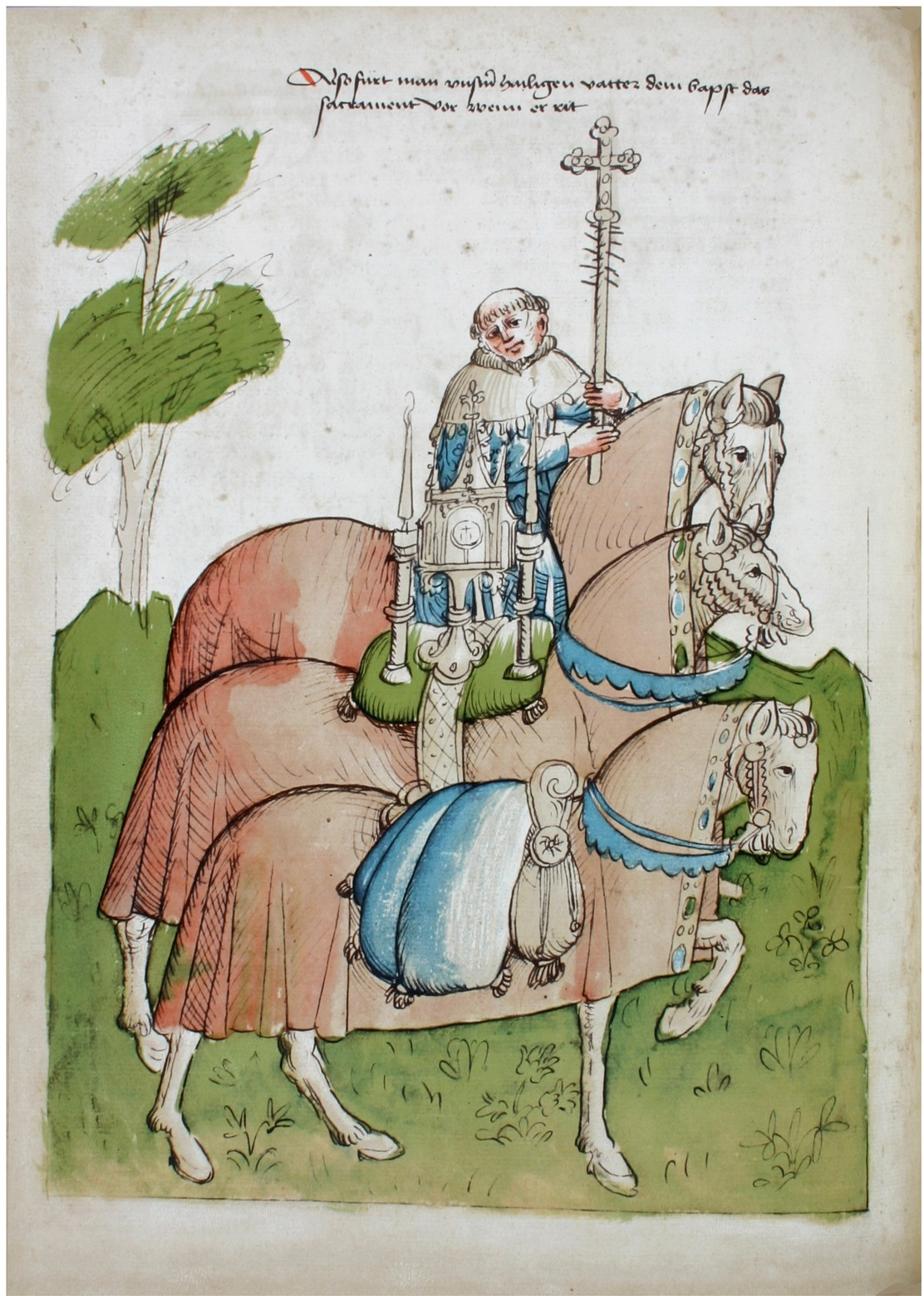
Вынесение Святых Даров (1464)
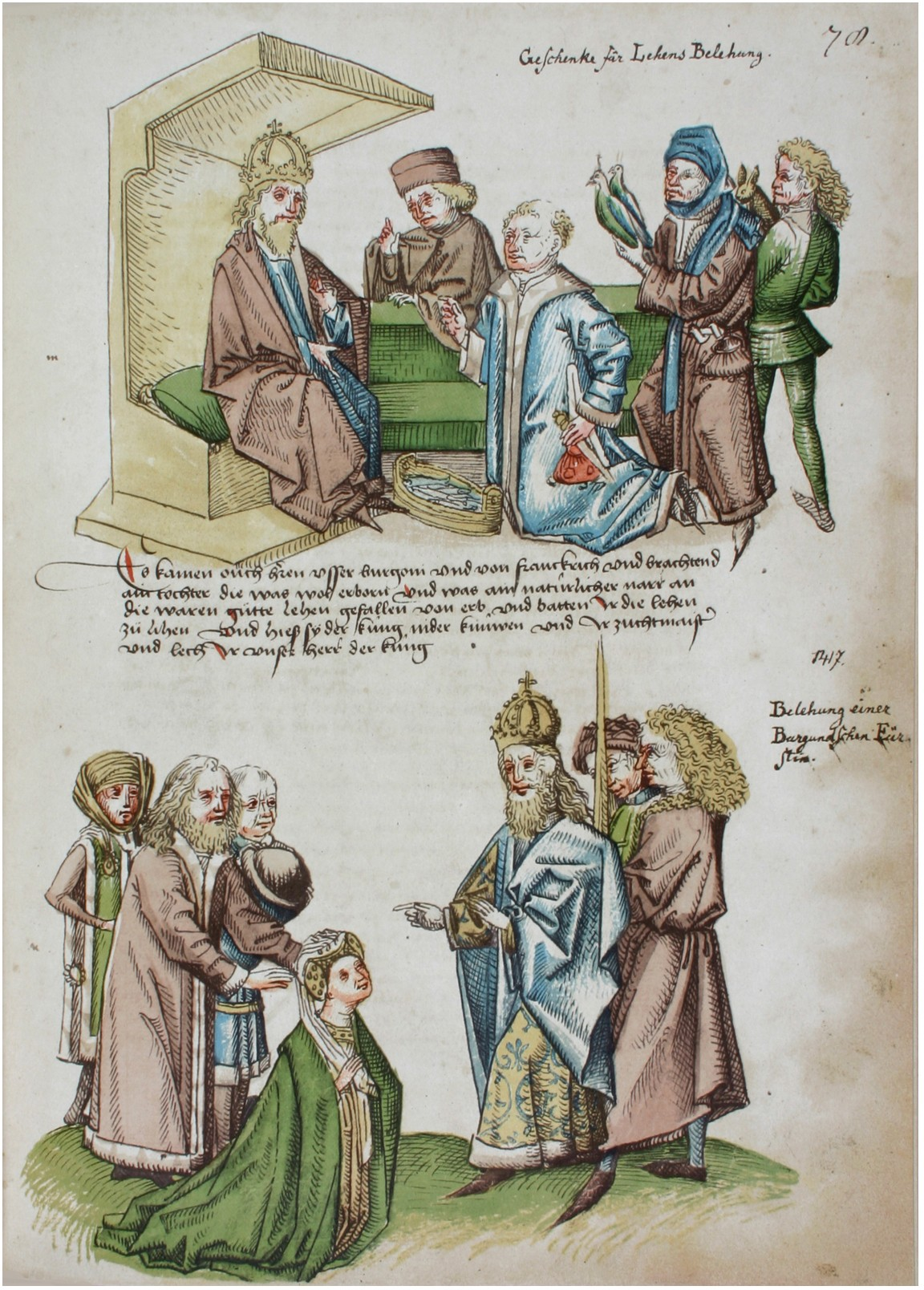
Пожалование Сигизмундом венгерского феодала и бургундской дамы (1464)
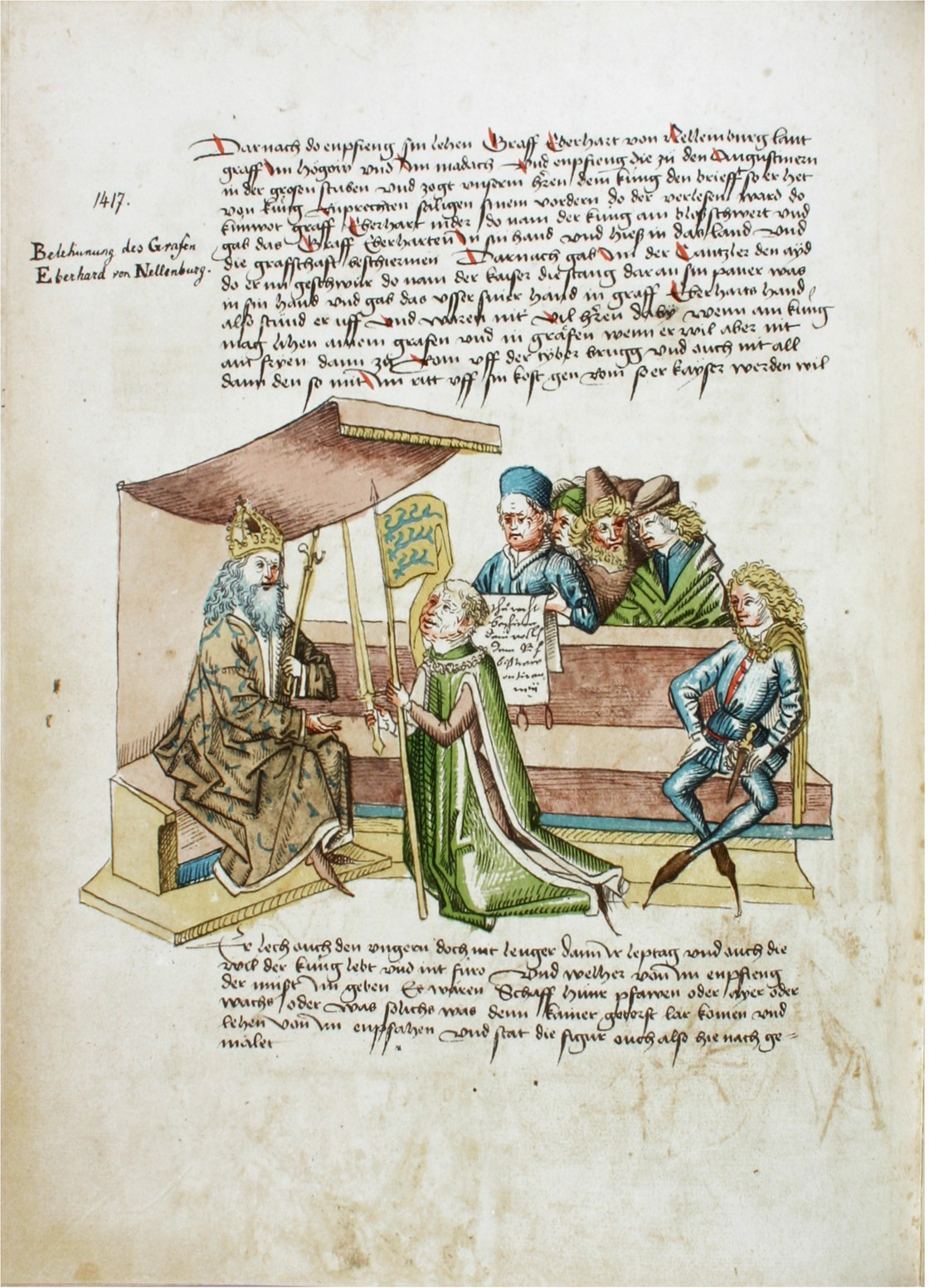
Наделение леном графа Эбергарда фон Нелленбурга Сигизмундом (1464)
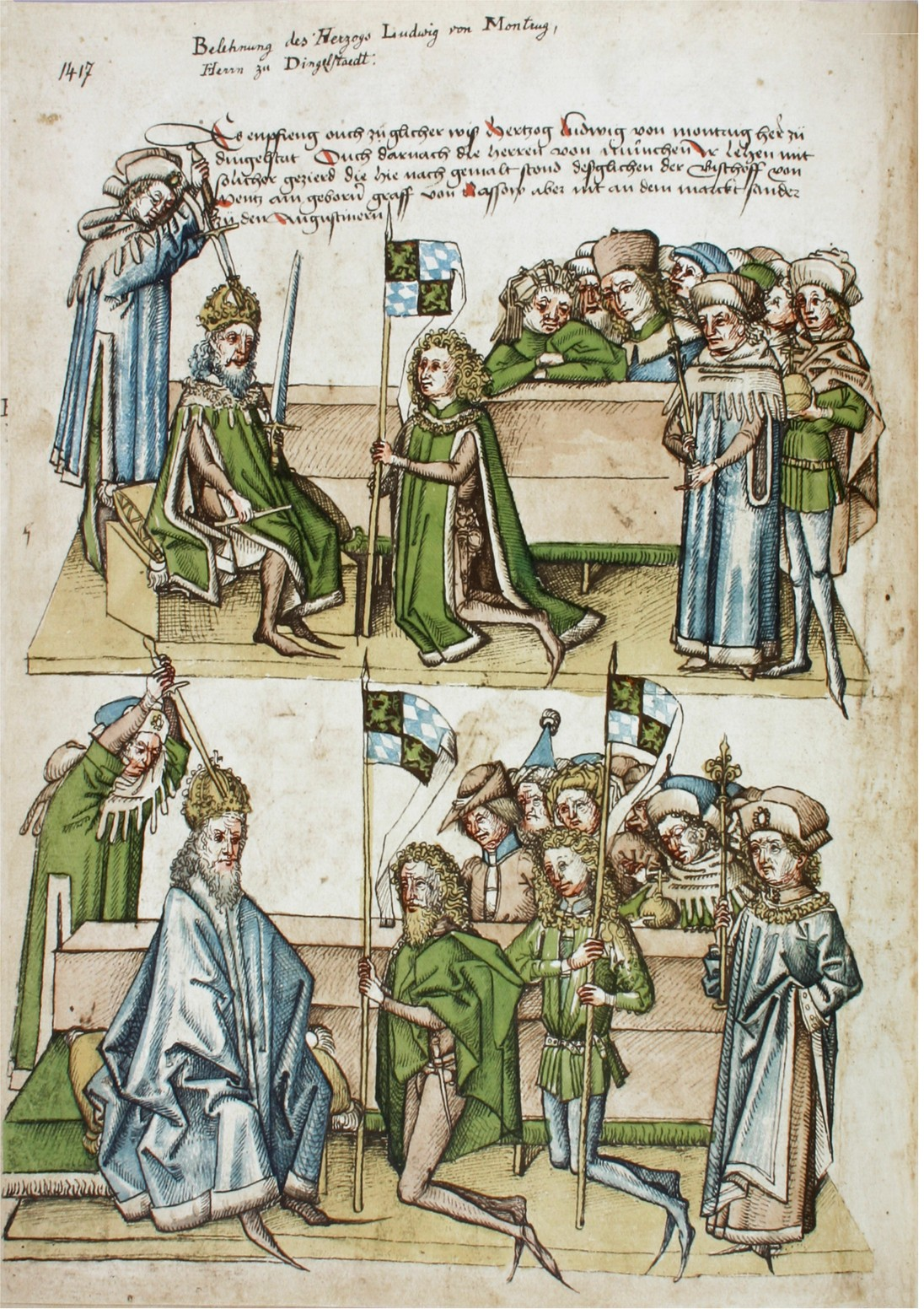
Наделение леном Баварско-Ингольштадтского герцога Людвига VII Сигизмундом (1464)
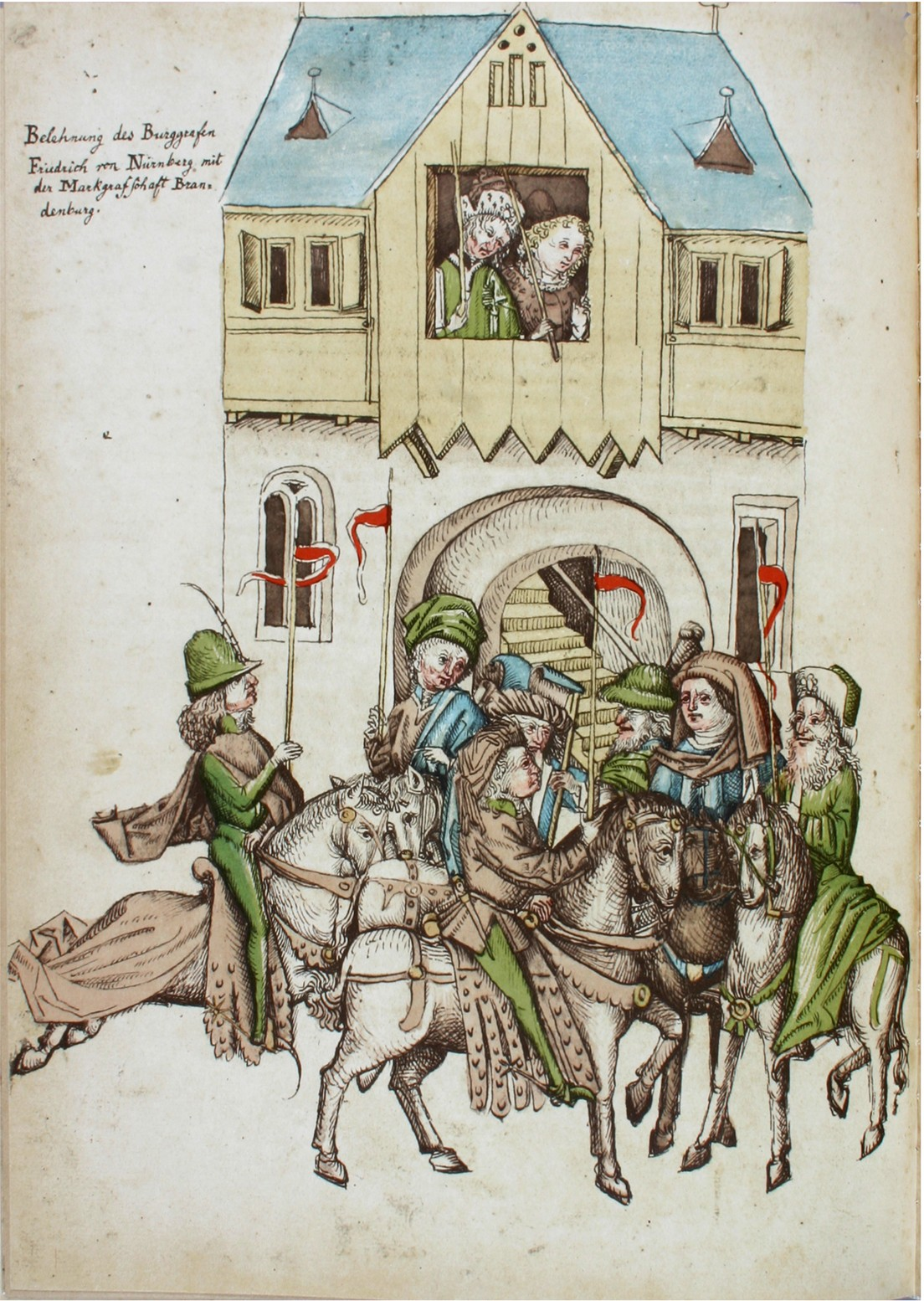
Пожалование Фридриху VI Бранденбургской марки Сигизмундом (1464)
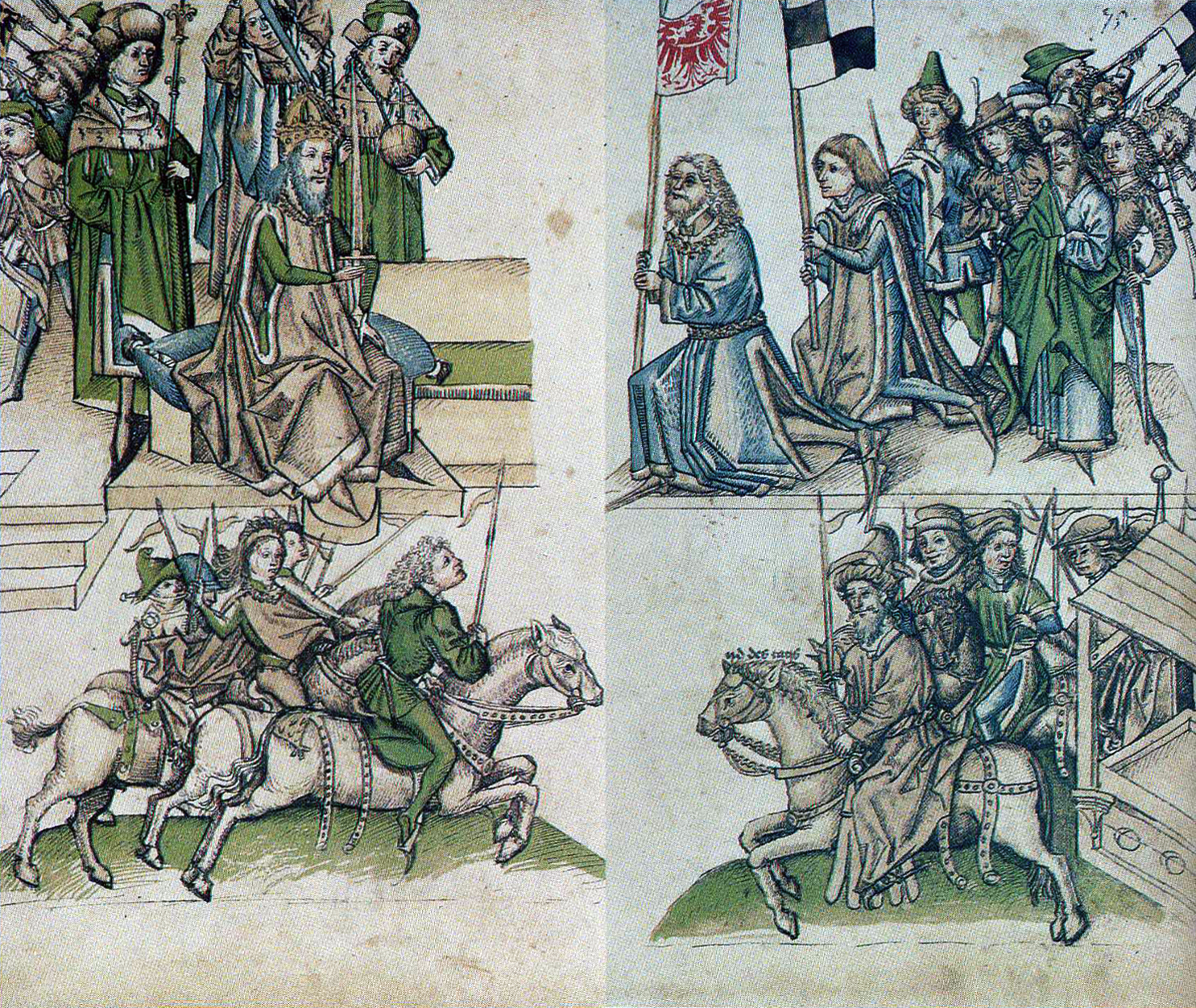
Наделение леном Фридриха VI бургграфа Нюрнберга Сигизмундом (1465)
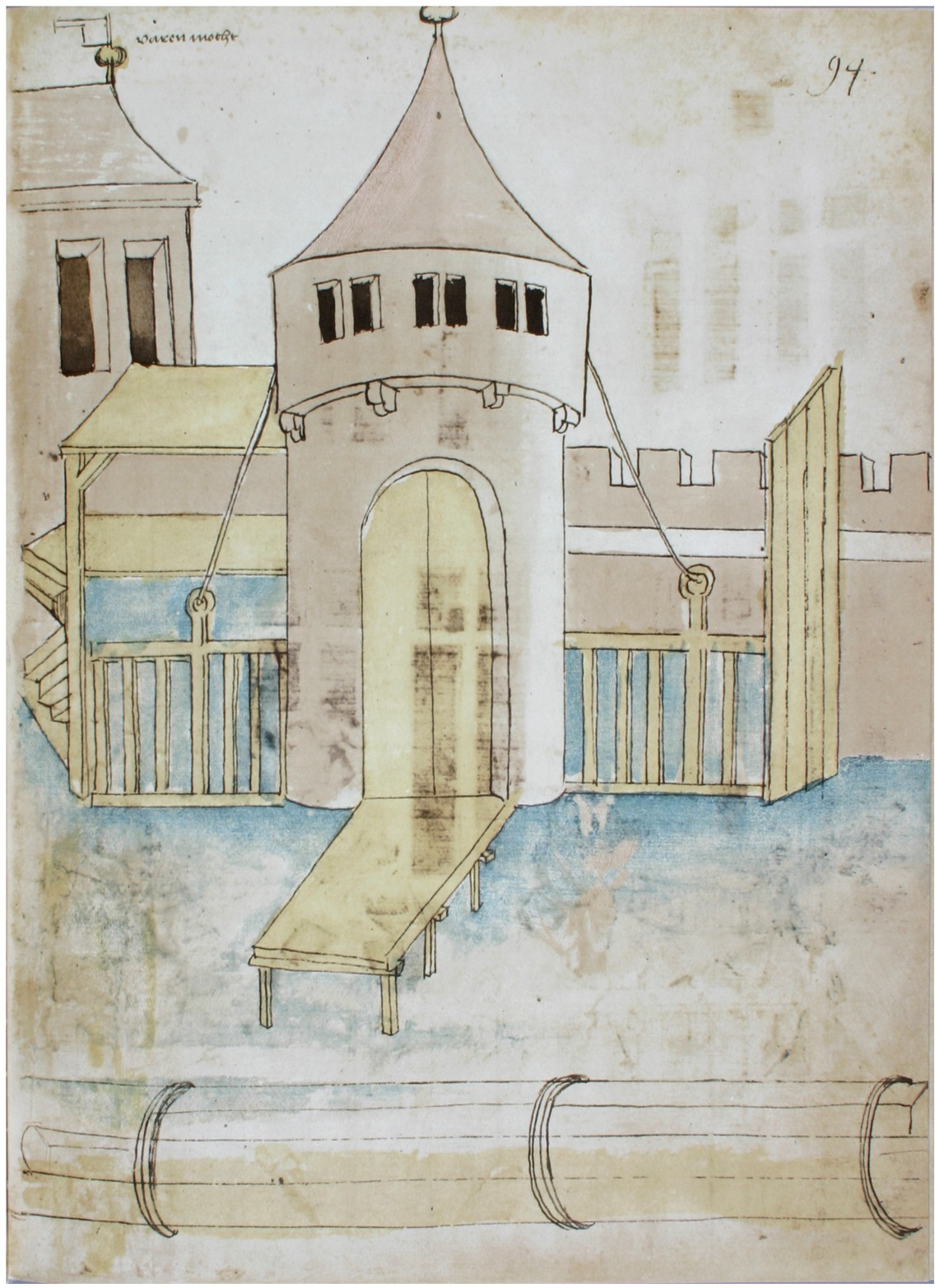
Запертые ворота башни, выходящей на Боденское озеро (1464)
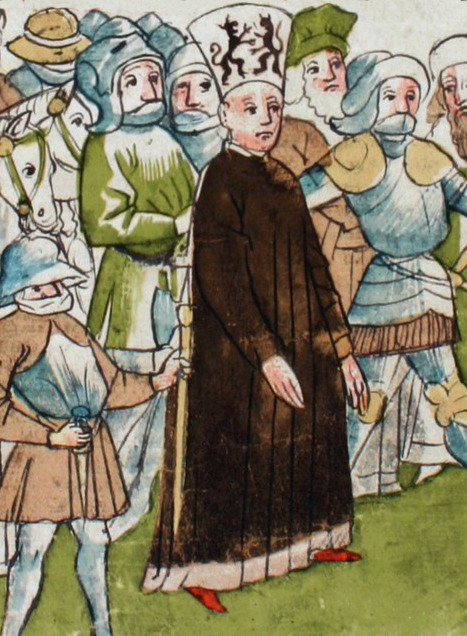
Отправление на казнь Яна Гуса (1464)
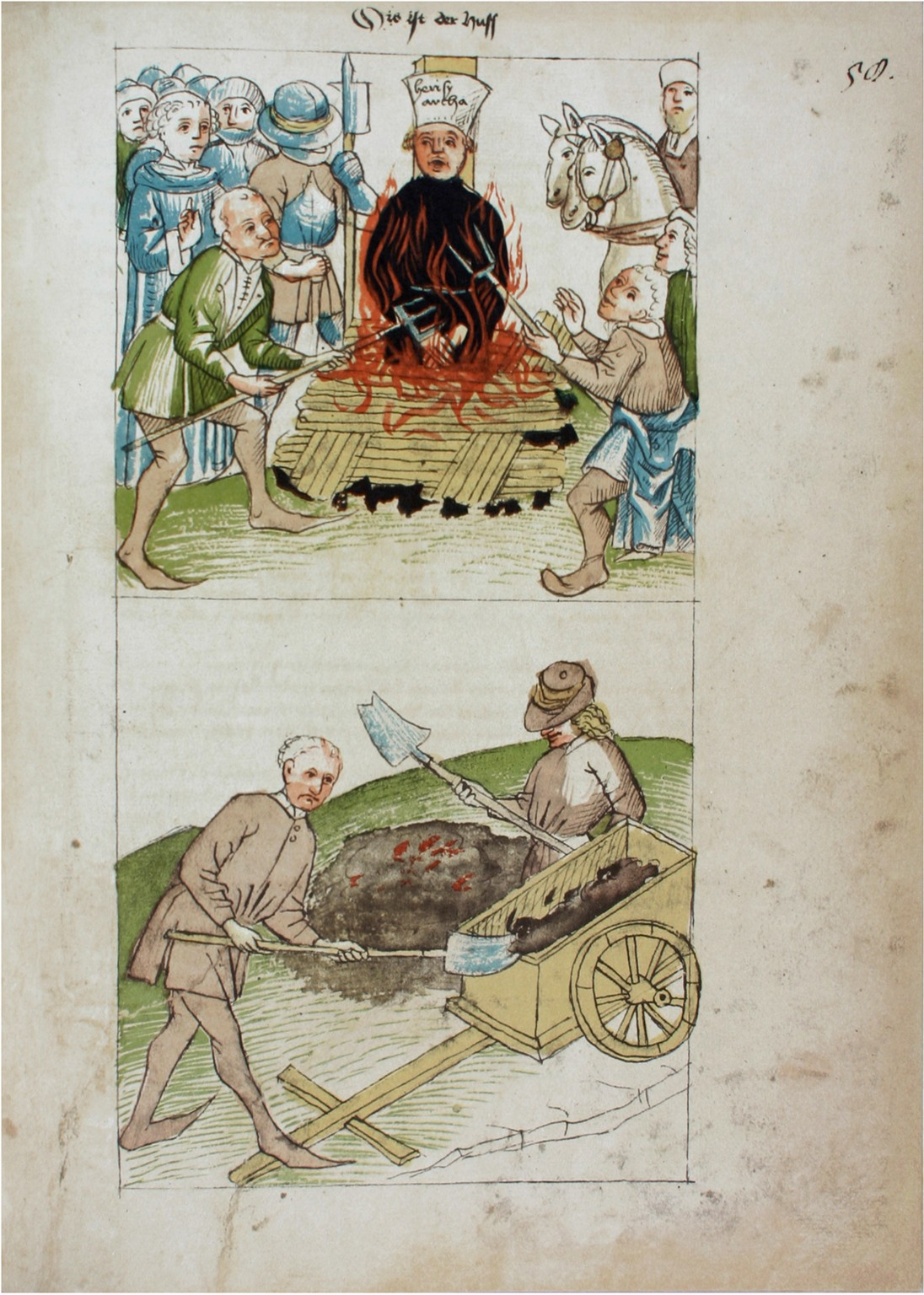
Сожжение Яна Гуса (1464)
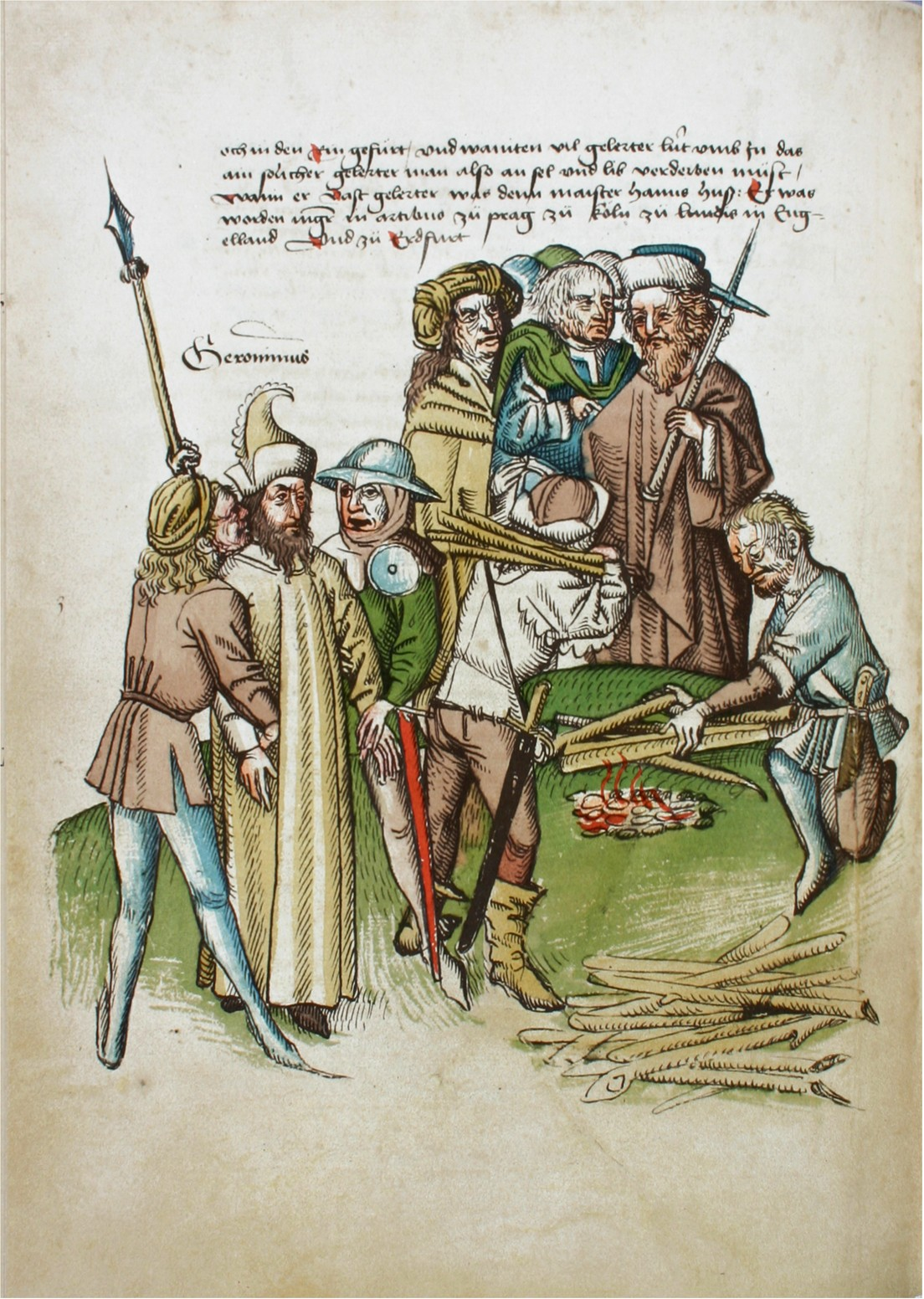
Отправление на казнь Иеронима Пражского (1464)
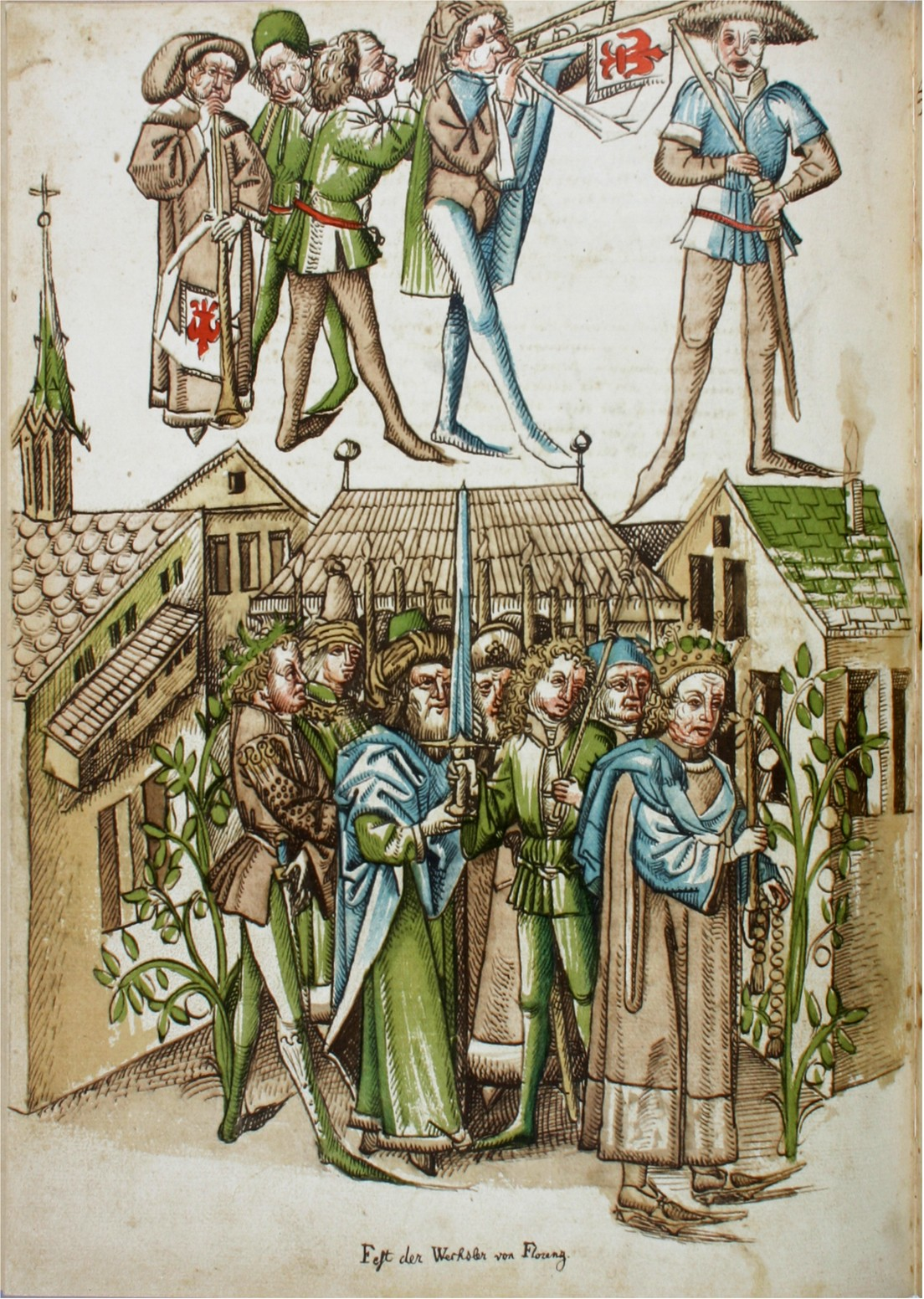
Праздничная процессия в Констанце (1464)
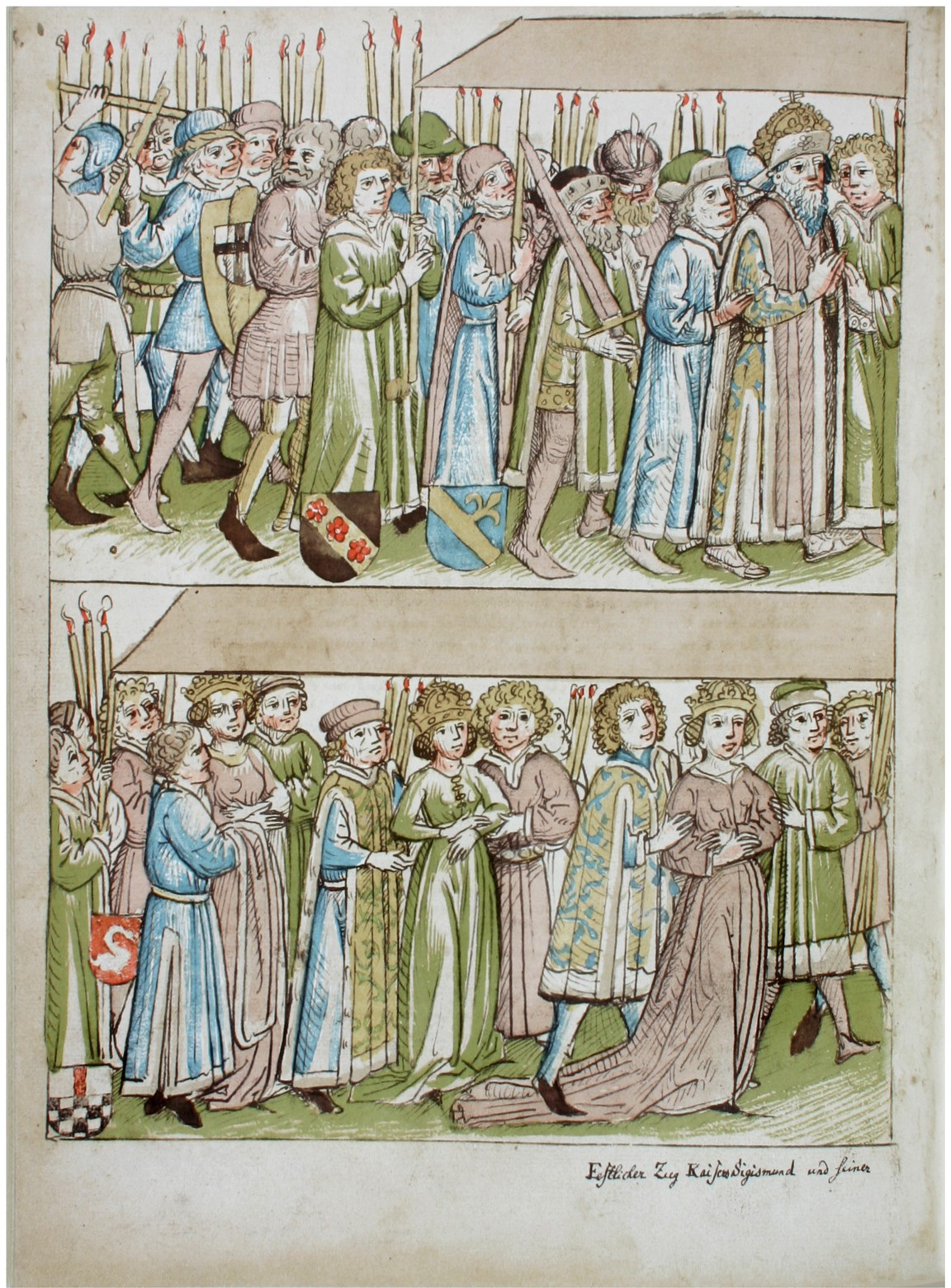
Торжественное шествие в кафедральный собор (1464)
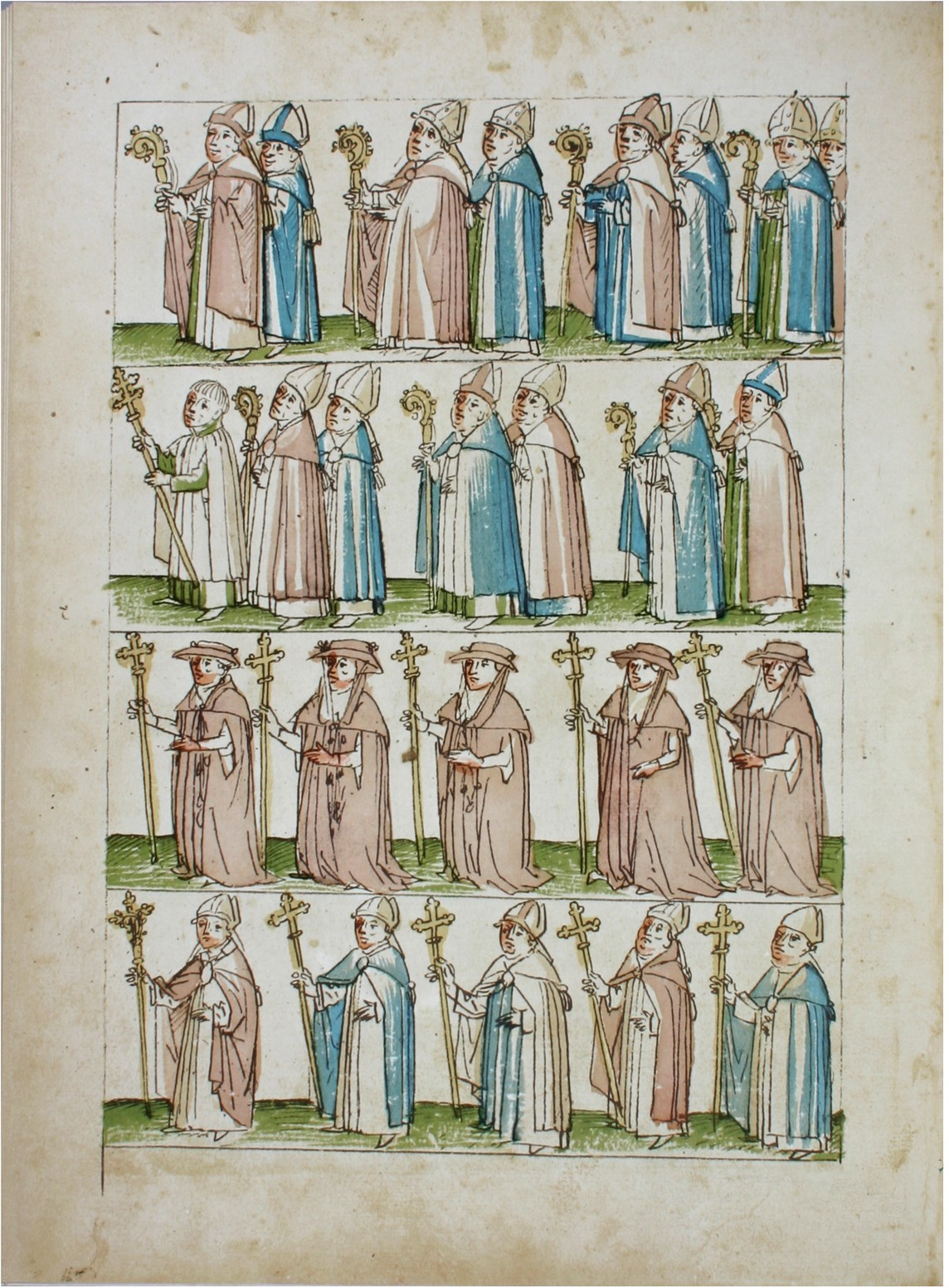
Процессия прелатов-участников собора (1464)
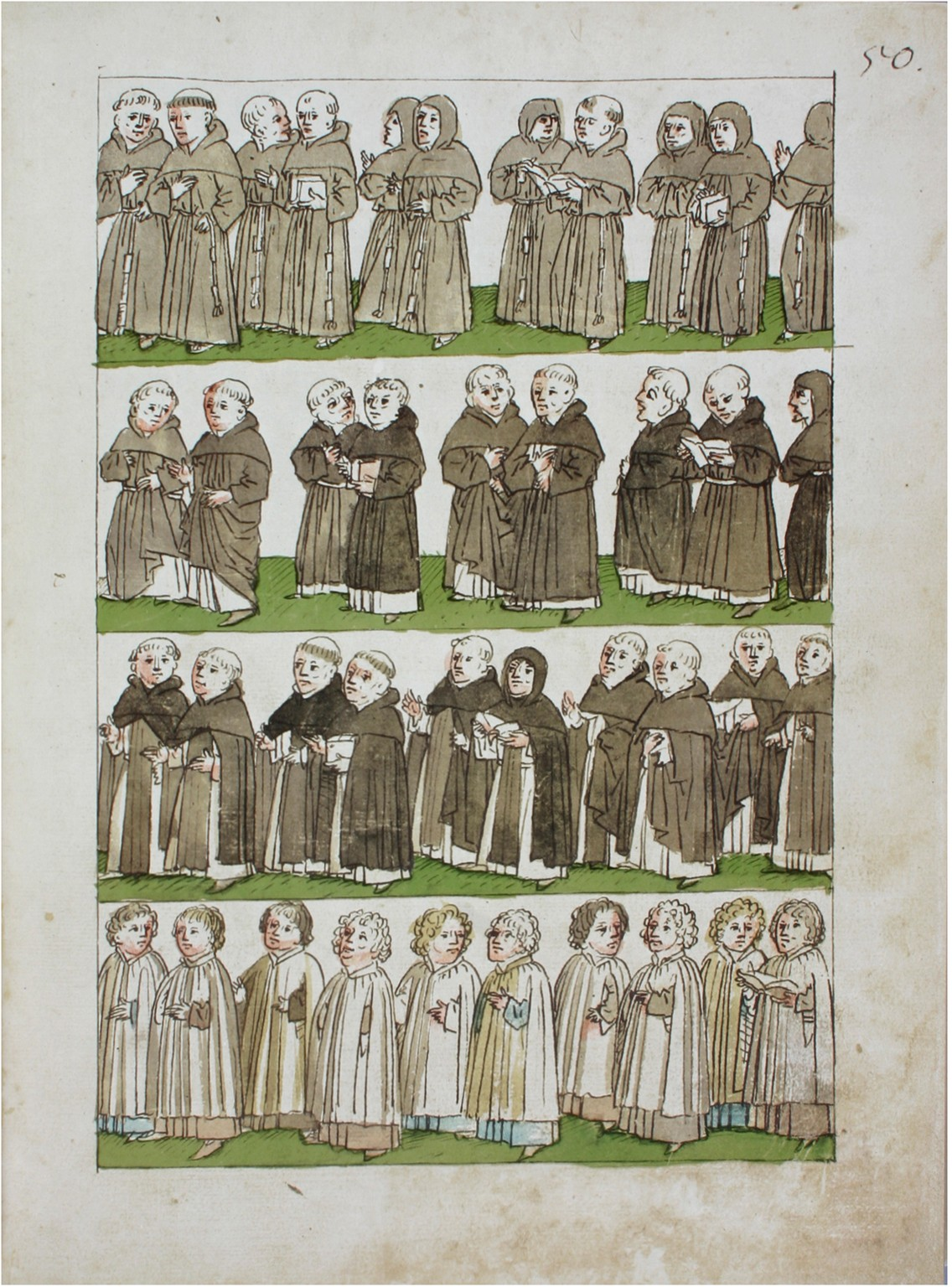
Процессия францисканцев, доминиканцев и др. монахов (1464)
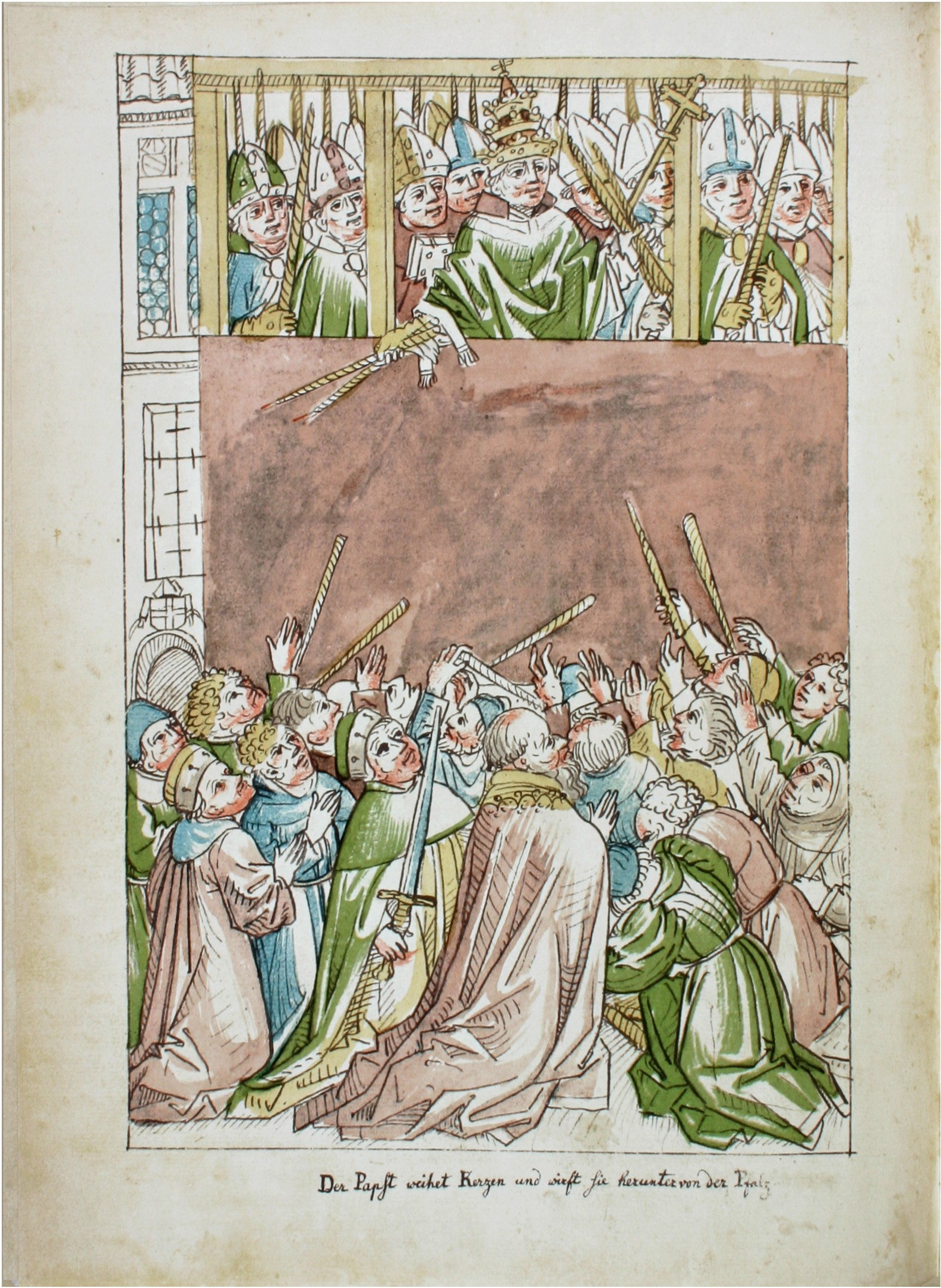
Раздача освящённых свечей на Сретение Господне (1464)
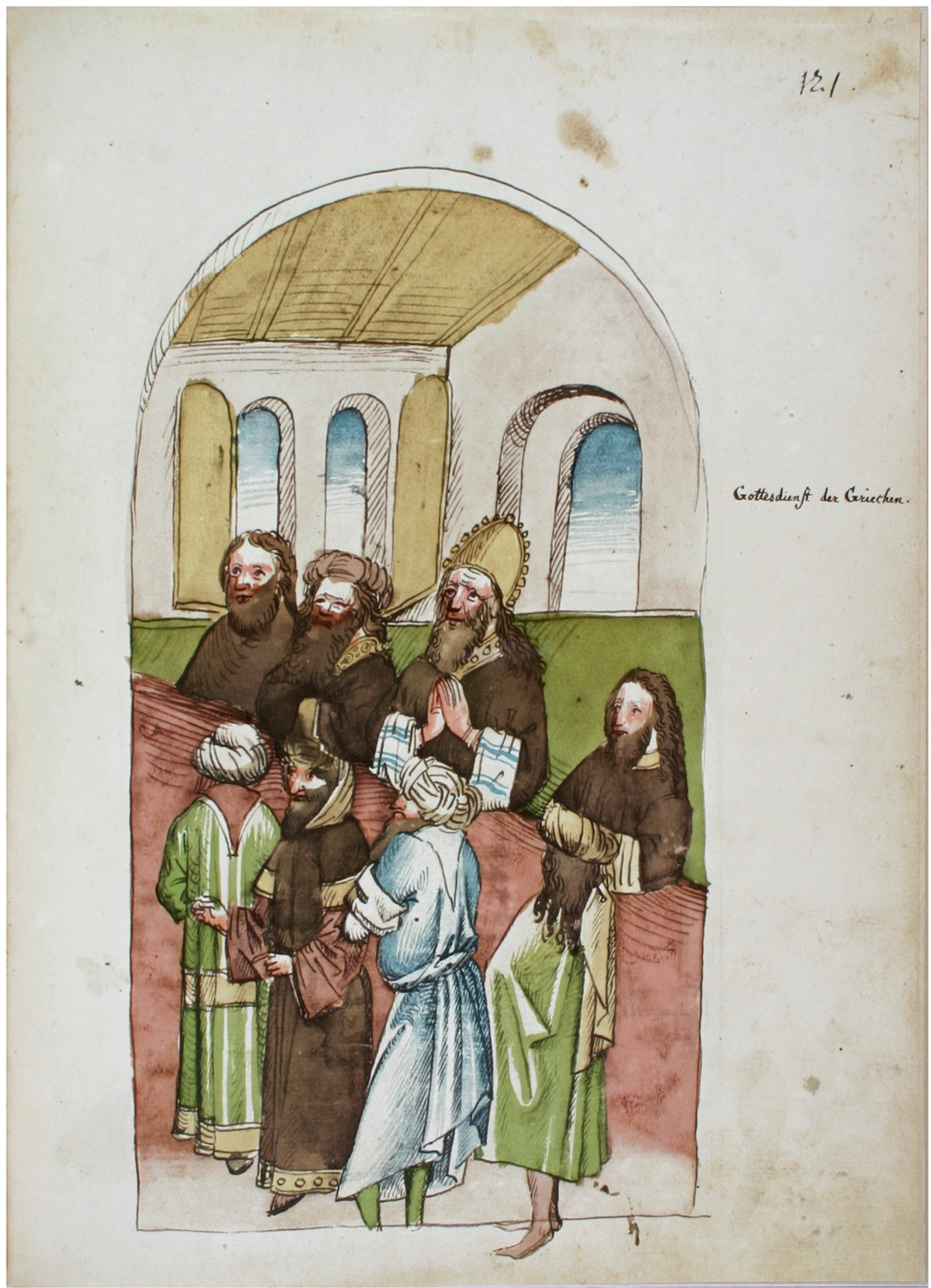
Православная литургия митрополита Григория Цамблака (1464)
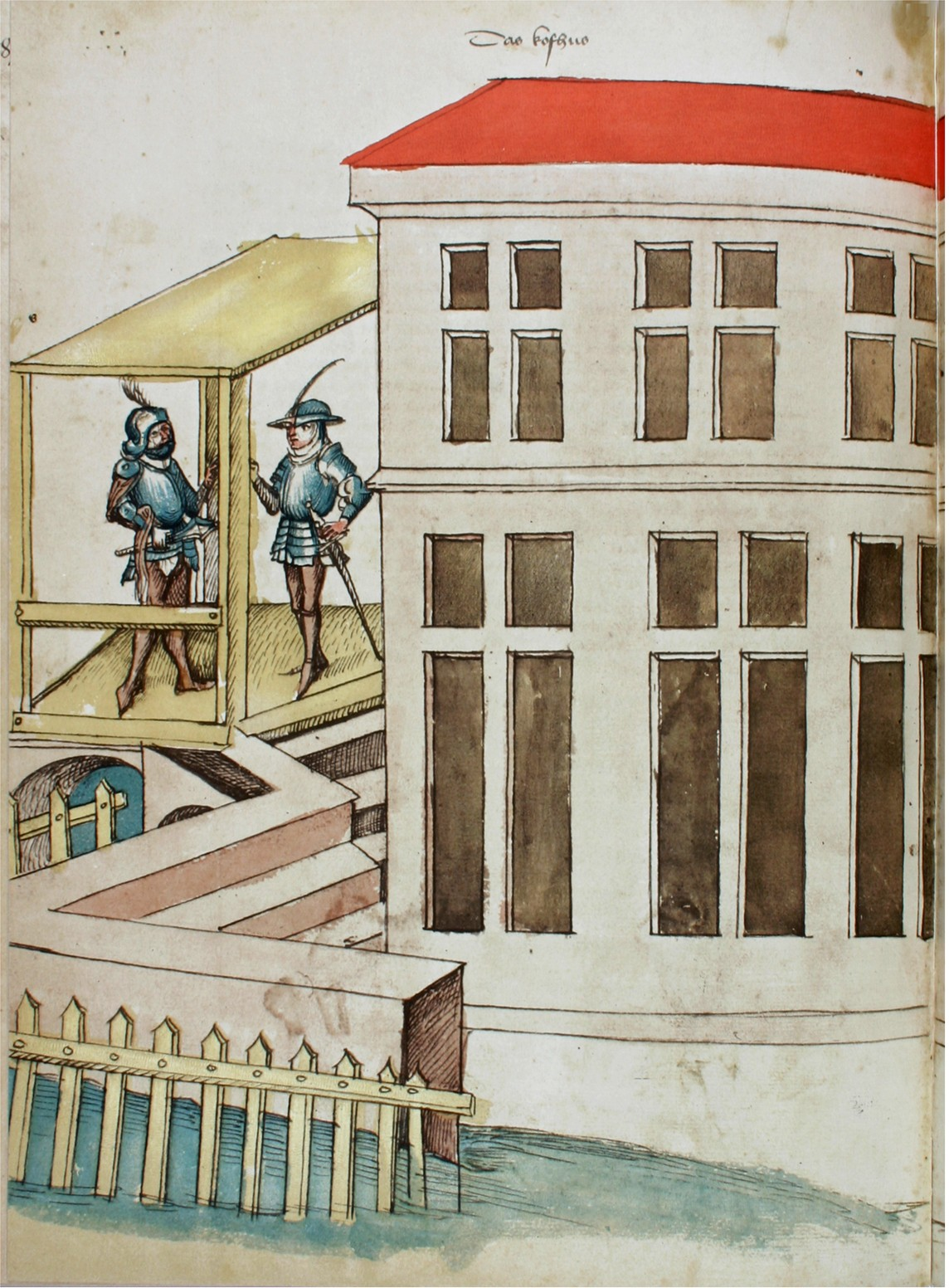
Охрана у запертого торгового дома (1464)
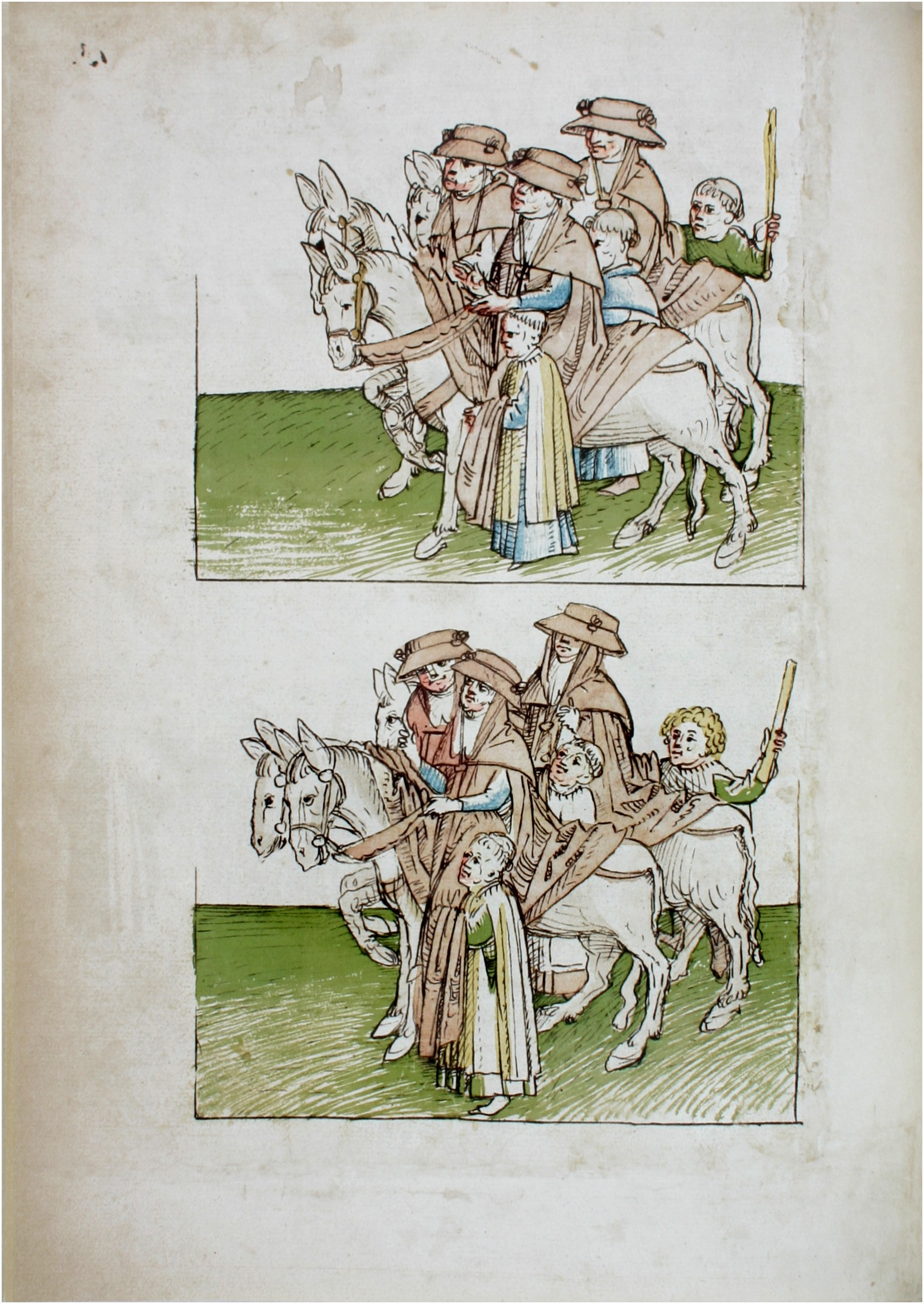
Прогулка кардиналов верхом (1464)
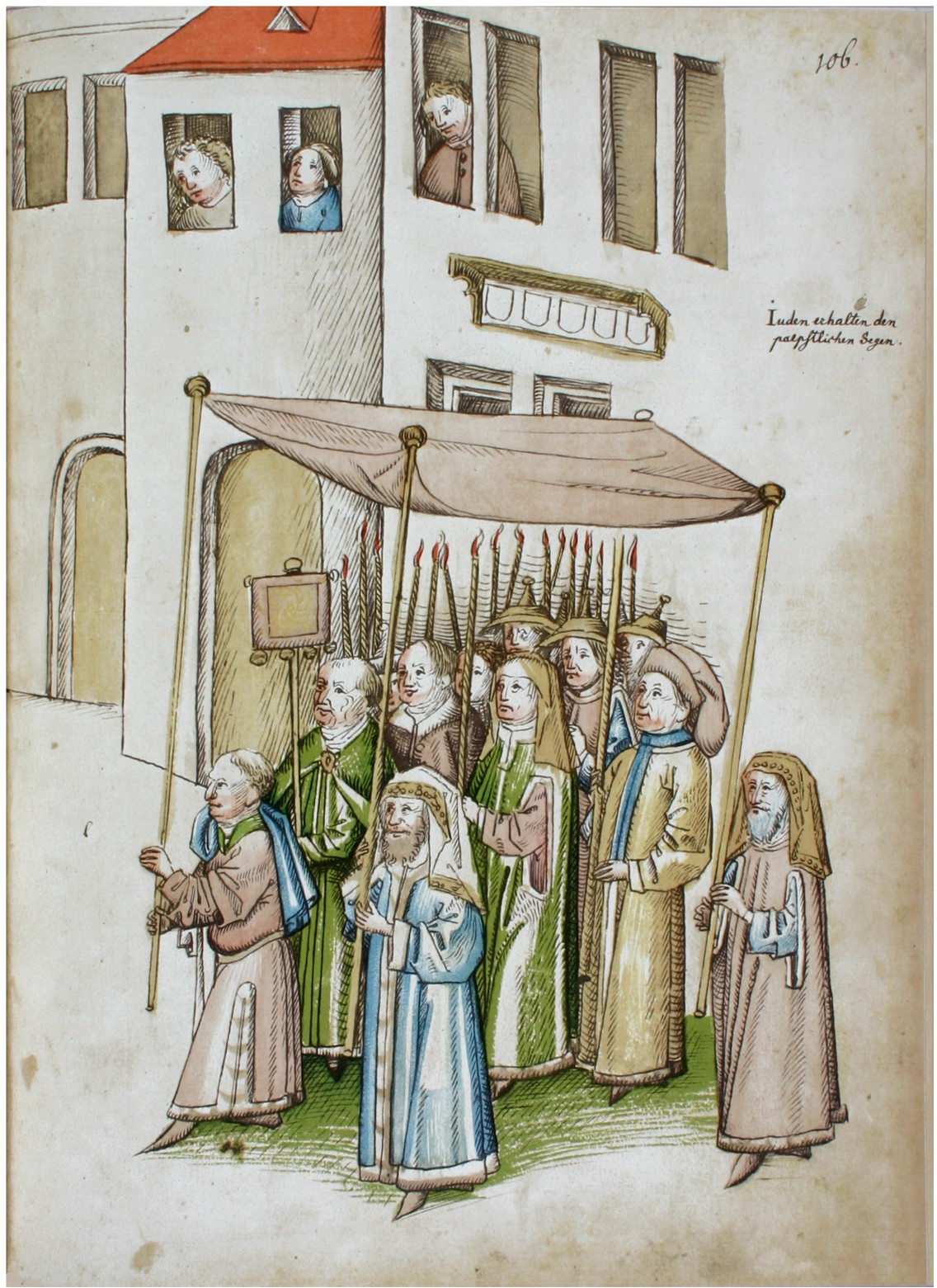
Прогуливающаяся по улицам группа местных евреев (1464)
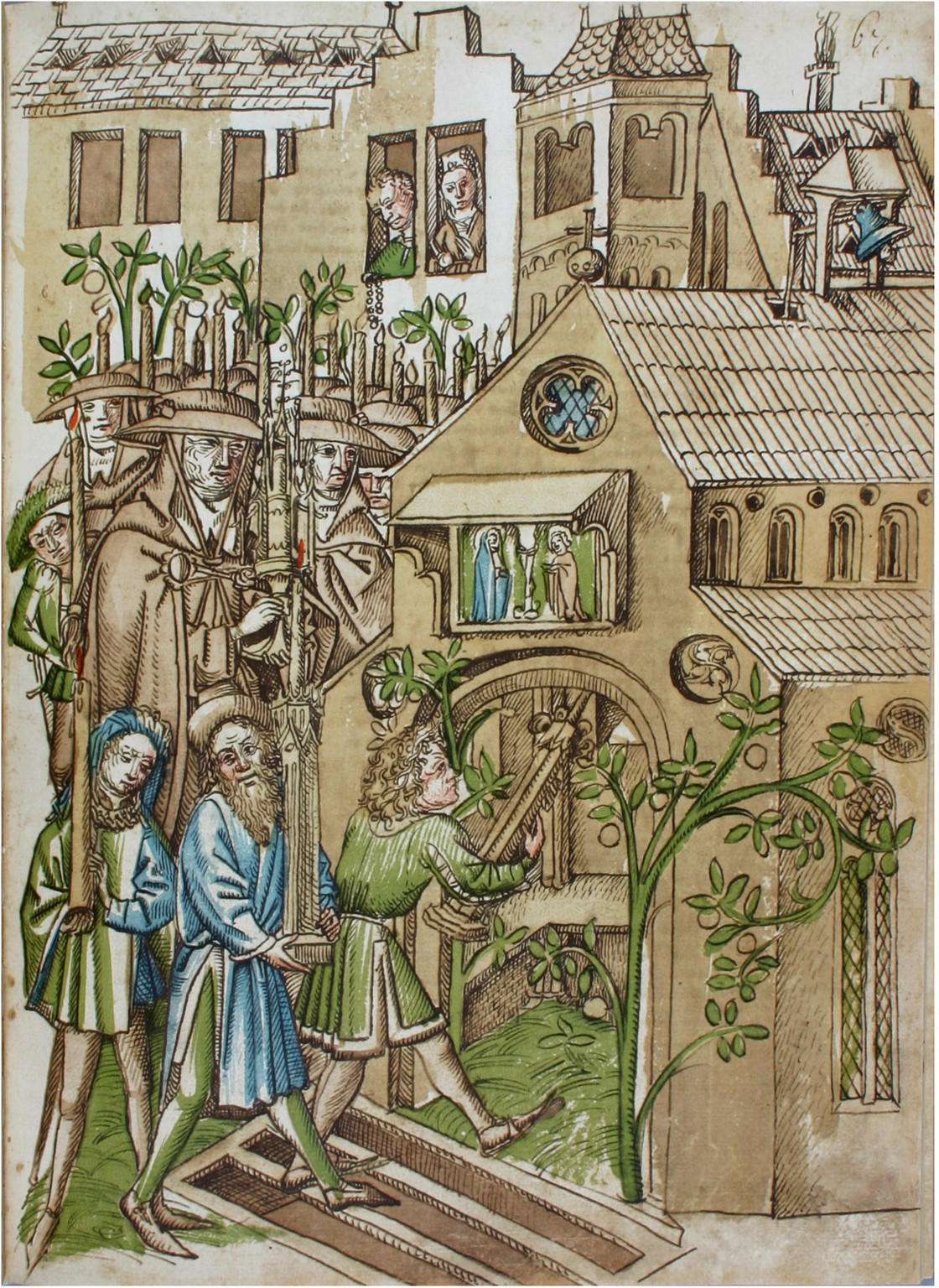
Праздник Входа Господня в Иерусалим (1464)
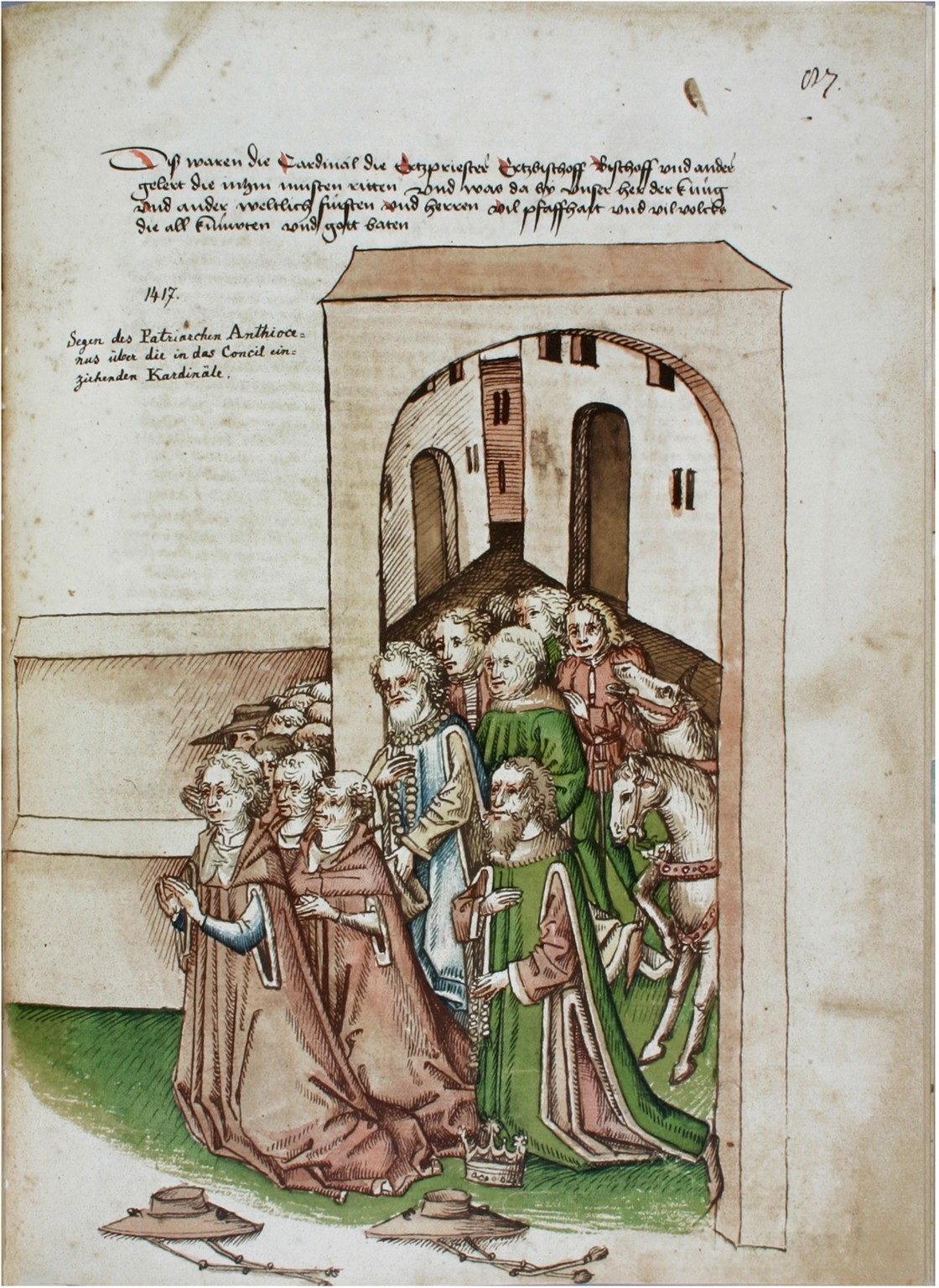
Встреча патриарха Антиохийского (1464)
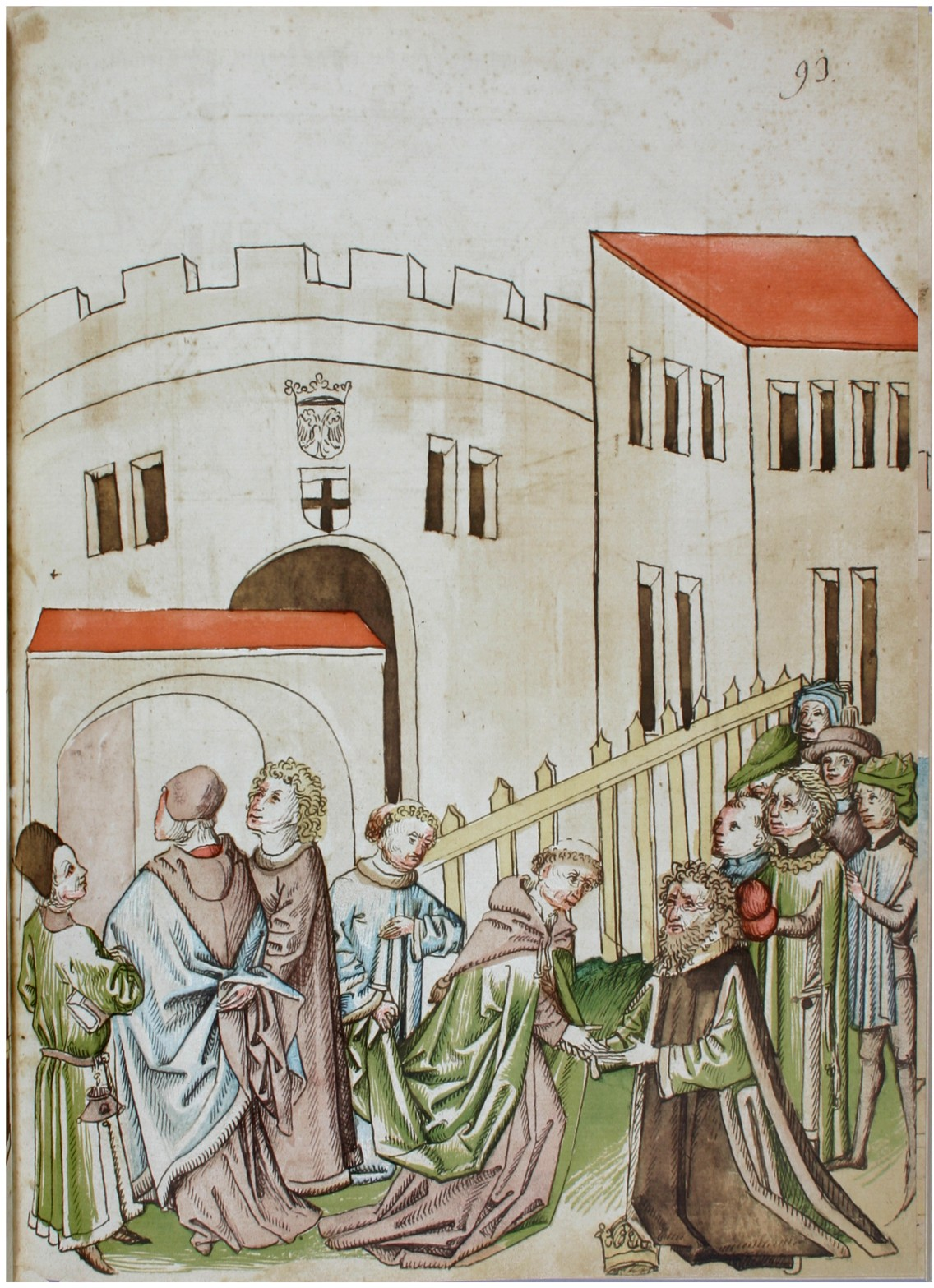
Прощание короля Сигизмунда с участниками собора

## Публикации
- Uolrich Richental. Concilium ze Costenz 1414—1418. Photographische Nachbildung des Constanzer Codex von G. Wolff. — Stuttgart; Augsburg; Konstanz, 1869—1872.
- Uolrich Richental. Concilium ze Costenz, 1414—1418. Faksimile. — Mannheim, 1881. — 505 s.
- Uolrich Richental. Concilium ze Costenz 1414—1418. Lichtdruck von L. Baeckmann in Karlsruhe, Grossherzogstum Baden. Auflage von H. Sevin. — Karlsruhe, 1881. — 240 s. — (Olendorfer Kodex).
- Ulrich von Richental. Chronik des Constanzer Concils 1414 bis 1418, hrsg. von Michael Richard Buck // Bibliothek des litterarischen Vereins in Stuttgart. — Band CLVIII. — Tübingen, 1882. — 255 s.
- Ulrich von Richental. Consiliumbuch. Augsburg: Anton Sorg, 1483. — Potsdam, 1923 (фототип.).
- Uolrich Richental. Das Konzils ze Konstanz. 1414—1418. — Band I. Faksimile-Ausgabe der Handschriften im Rosgarten Museum zu Konstanz. — Starnberg; Konstanz; Stuttgart, 1964.
- Ulrich Richental. Chronik des Konstanzer Konzils 1414—1418, hrsg. von Thomas Martin Buck // Konstanzer Geschichts- und Rechtsquellen. — Band 41. — Ostfildern: Jan Thorbecke, 2010. — ISBN 978-3-7995-6841-8.
- Ulrich Richental. Chronik des Konzils zu Konstanz. 1414—1418. — Stuttgart: Theiss Verlag, 2013. — 304 s. — ISBN 978-3-8062-2782-6.
- Chronik des Konstanzer Konzils 1414—1418 von Ulrich Richental, hrsg. von Thomas Martin Buck // Konstanzer Geschichts- und Rechtsquellen. — Band 49. — Ostfildern: Jan Thorbecke, 2020. — ISBN 978-3-7995-6849-4.